# Зевок (шахматы)
Зево́к — грубая ошибка игрока, ведущая к резкому ухудшению позиции. Как правило, совершая зевок, игрок не замечает угрозы мата или потери фигуры, либо в абсолютно выигранной позиции (в том числе и с форсированным матом) игрок сводит позицию лишь к равной или с незначительным для себя преимуществом. В комментариях к ходам обозначается двумя вопросительными знаками «??».
Зевки свойственны начинающим шахматистам, но случаются и с гроссмейстерами. Причины зевков разнообразны: принятие поспешных решений, связанных с переоценкой своих возможностей, игра на ловушку, погоня за красотой позиции, шахматная «слепота», угроза цейтнота, притупление чувства опасности, усталость.

## Примеры зевков сильных шахматистов

### Михаил Чигорин — Вильгельм Стейниц, 1892
|   | a | b | c | d | e | f | g | h |   |
| - | --- | --- | --- | --- | --- | --- | --- | --- | - |
| 8 | a7 чёрная пешка · b7 чёрная пешка · e7 белая ладья · h7 чёрная пешка · d6 белый слон · e6 белый конь · f6 чёрный король · g6 чёрный слон · d5 белая пешка · f5 чёрная пешка · h4 чёрная пешка · a2 белая пешка · b2 белая пешка · d2 чёрная ладья · e2 чёрная ладья · h2 белая пешка · f1 белая ладья · h1 белый король | a7 чёрная пешка · b7 чёрная пешка · e7 белая ладья · h7 чёрная пешка · d6 белый слон · e6 белый конь · f6 чёрный король · g6 чёрный слон · d5 белая пешка · f5 чёрная пешка · h4 чёрная пешка · a2 белая пешка · b2 белая пешка · d2 чёрная ладья · e2 чёрная ладья · h2 белая пешка · f1 белая ладья · h1 белый король | a7 чёрная пешка · b7 чёрная пешка · e7 белая ладья · h7 чёрная пешка · d6 белый слон · e6 белый конь · f6 чёрный король · g6 чёрный слон · d5 белая пешка · f5 чёрная пешка · h4 чёрная пешка · a2 белая пешка · b2 белая пешка · d2 чёрная ладья · e2 чёрная ладья · h2 белая пешка · f1 белая ладья · h1 белый король | a7 чёрная пешка · b7 чёрная пешка · e7 белая ладья · h7 чёрная пешка · d6 белый слон · e6 белый конь · f6 чёрный король · g6 чёрный слон · d5 белая пешка · f5 чёрная пешка · h4 чёрная пешка · a2 белая пешка · b2 белая пешка · d2 чёрная ладья · e2 чёрная ладья · h2 белая пешка · f1 белая ладья · h1 белый король | a7 чёрная пешка · b7 чёрная пешка · e7 белая ладья · h7 чёрная пешка · d6 белый слон · e6 белый конь · f6 чёрный король · g6 чёрный слон · d5 белая пешка · f5 чёрная пешка · h4 чёрная пешка · a2 белая пешка · b2 белая пешка · d2 чёрная ладья · e2 чёрная ладья · h2 белая пешка · f1 белая ладья · h1 белый король | a7 чёрная пешка · b7 чёрная пешка · e7 белая ладья · h7 чёрная пешка · d6 белый слон · e6 белый конь · f6 чёрный король · g6 чёрный слон · d5 белая пешка · f5 чёрная пешка · h4 чёрная пешка · a2 белая пешка · b2 белая пешка · d2 чёрная ладья · e2 чёрная ладья · h2 белая пешка · f1 белая ладья · h1 белый король | a7 чёрная пешка · b7 чёрная пешка · e7 белая ладья · h7 чёрная пешка · d6 белый слон · e6 белый конь · f6 чёрный король · g6 чёрный слон · d5 белая пешка · f5 чёрная пешка · h4 чёрная пешка · a2 белая пешка · b2 белая пешка · d2 чёрная ладья · e2 чёрная ладья · h2 белая пешка · f1 белая ладья · h1 белый король | a7 чёрная пешка · b7 чёрная пешка · e7 белая ладья · h7 чёрная пешка · d6 белый слон · e6 белый конь · f6 чёрный король · g6 чёрный слон · d5 белая пешка · f5 чёрная пешка · h4 чёрная пешка · a2 белая пешка · b2 белая пешка · d2 чёрная ладья · e2 чёрная ладья · h2 белая пешка · f1 белая ладья · h1 белый король | 8 |
| 7 | a7 чёрная пешка · b7 чёрная пешка · e7 белая ладья · h7 чёрная пешка · d6 белый слон · e6 белый конь · f6 чёрный король · g6 чёрный слон · d5 белая пешка · f5 чёрная пешка · h4 чёрная пешка · a2 белая пешка · b2 белая пешка · d2 чёрная ладья · e2 чёрная ладья · h2 белая пешка · f1 белая ладья · h1 белый король | a7 чёрная пешка · b7 чёрная пешка · e7 белая ладья · h7 чёрная пешка · d6 белый слон · e6 белый конь · f6 чёрный король · g6 чёрный слон · d5 белая пешка · f5 чёрная пешка · h4 чёрная пешка · a2 белая пешка · b2 белая пешка · d2 чёрная ладья · e2 чёрная ладья · h2 белая пешка · f1 белая ладья · h1 белый король | a7 чёрная пешка · b7 чёрная пешка · e7 белая ладья · h7 чёрная пешка · d6 белый слон · e6 белый конь · f6 чёрный король · g6 чёрный слон · d5 белая пешка · f5 чёрная пешка · h4 чёрная пешка · a2 белая пешка · b2 белая пешка · d2 чёрная ладья · e2 чёрная ладья · h2 белая пешка · f1 белая ладья · h1 белый король | a7 чёрная пешка · b7 чёрная пешка · e7 белая ладья · h7 чёрная пешка · d6 белый слон · e6 белый конь · f6 чёрный король · g6 чёрный слон · d5 белая пешка · f5 чёрная пешка · h4 чёрная пешка · a2 белая пешка · b2 белая пешка · d2 чёрная ладья · e2 чёрная ладья · h2 белая пешка · f1 белая ладья · h1 белый король | a7 чёрная пешка · b7 чёрная пешка · e7 белая ладья · h7 чёрная пешка · d6 белый слон · e6 белый конь · f6 чёрный король · g6 чёрный слон · d5 белая пешка · f5 чёрная пешка · h4 чёрная пешка · a2 белая пешка · b2 белая пешка · d2 чёрная ладья · e2 чёрная ладья · h2 белая пешка · f1 белая ладья · h1 белый король | a7 чёрная пешка · b7 чёрная пешка · e7 белая ладья · h7 чёрная пешка · d6 белый слон · e6 белый конь · f6 чёрный король · g6 чёрный слон · d5 белая пешка · f5 чёрная пешка · h4 чёрная пешка · a2 белая пешка · b2 белая пешка · d2 чёрная ладья · e2 чёрная ладья · h2 белая пешка · f1 белая ладья · h1 белый король | a7 чёрная пешка · b7 чёрная пешка · e7 белая ладья · h7 чёрная пешка · d6 белый слон · e6 белый конь · f6 чёрный король · g6 чёрный слон · d5 белая пешка · f5 чёрная пешка · h4 чёрная пешка · a2 белая пешка · b2 белая пешка · d2 чёрная ладья · e2 чёрная ладья · h2 белая пешка · f1 белая ладья · h1 белый король | a7 чёрная пешка · b7 чёрная пешка · e7 белая ладья · h7 чёрная пешка · d6 белый слон · e6 белый конь · f6 чёрный король · g6 чёрный слон · d5 белая пешка · f5 чёрная пешка · h4 чёрная пешка · a2 белая пешка · b2 белая пешка · d2 чёрная ладья · e2 чёрная ладья · h2 белая пешка · f1 белая ладья · h1 белый король | 7 |
| 6 | a7 чёрная пешка · b7 чёрная пешка · e7 белая ладья · h7 чёрная пешка · d6 белый слон · e6 белый конь · f6 чёрный король · g6 чёрный слон · d5 белая пешка · f5 чёрная пешка · h4 чёрная пешка · a2 белая пешка · b2 белая пешка · d2 чёрная ладья · e2 чёрная ладья · h2 белая пешка · f1 белая ладья · h1 белый король | a7 чёрная пешка · b7 чёрная пешка · e7 белая ладья · h7 чёрная пешка · d6 белый слон · e6 белый конь · f6 чёрный король · g6 чёрный слон · d5 белая пешка · f5 чёрная пешка · h4 чёрная пешка · a2 белая пешка · b2 белая пешка · d2 чёрная ладья · e2 чёрная ладья · h2 белая пешка · f1 белая ладья · h1 белый король | a7 чёрная пешка · b7 чёрная пешка · e7 белая ладья · h7 чёрная пешка · d6 белый слон · e6 белый конь · f6 чёрный король · g6 чёрный слон · d5 белая пешка · f5 чёрная пешка · h4 чёрная пешка · a2 белая пешка · b2 белая пешка · d2 чёрная ладья · e2 чёрная ладья · h2 белая пешка · f1 белая ладья · h1 белый король | a7 чёрная пешка · b7 чёрная пешка · e7 белая ладья · h7 чёрная пешка · d6 белый слон · e6 белый конь · f6 чёрный король · g6 чёрный слон · d5 белая пешка · f5 чёрная пешка · h4 чёрная пешка · a2 белая пешка · b2 белая пешка · d2 чёрная ладья · e2 чёрная ладья · h2 белая пешка · f1 белая ладья · h1 белый король | a7 чёрная пешка · b7 чёрная пешка · e7 белая ладья · h7 чёрная пешка · d6 белый слон · e6 белый конь · f6 чёрный король · g6 чёрный слон · d5 белая пешка · f5 чёрная пешка · h4 чёрная пешка · a2 белая пешка · b2 белая пешка · d2 чёрная ладья · e2 чёрная ладья · h2 белая пешка · f1 белая ладья · h1 белый король | a7 чёрная пешка · b7 чёрная пешка · e7 белая ладья · h7 чёрная пешка · d6 белый слон · e6 белый конь · f6 чёрный король · g6 чёрный слон · d5 белая пешка · f5 чёрная пешка · h4 чёрная пешка · a2 белая пешка · b2 белая пешка · d2 чёрная ладья · e2 чёрная ладья · h2 белая пешка · f1 белая ладья · h1 белый король | a7 чёрная пешка · b7 чёрная пешка · e7 белая ладья · h7 чёрная пешка · d6 белый слон · e6 белый конь · f6 чёрный король · g6 чёрный слон · d5 белая пешка · f5 чёрная пешка · h4 чёрная пешка · a2 белая пешка · b2 белая пешка · d2 чёрная ладья · e2 чёрная ладья · h2 белая пешка · f1 белая ладья · h1 белый король | a7 чёрная пешка · b7 чёрная пешка · e7 белая ладья · h7 чёрная пешка · d6 белый слон · e6 белый конь · f6 чёрный король · g6 чёрный слон · d5 белая пешка · f5 чёрная пешка · h4 чёрная пешка · a2 белая пешка · b2 белая пешка · d2 чёрная ладья · e2 чёрная ладья · h2 белая пешка · f1 белая ладья · h1 белый король | 6 |
| 5 | a7 чёрная пешка · b7 чёрная пешка · e7 белая ладья · h7 чёрная пешка · d6 белый слон · e6 белый конь · f6 чёрный король · g6 чёрный слон · d5 белая пешка · f5 чёрная пешка · h4 чёрная пешка · a2 белая пешка · b2 белая пешка · d2 чёрная ладья · e2 чёрная ладья · h2 белая пешка · f1 белая ладья · h1 белый король | a7 чёрная пешка · b7 чёрная пешка · e7 белая ладья · h7 чёрная пешка · d6 белый слон · e6 белый конь · f6 чёрный король · g6 чёрный слон · d5 белая пешка · f5 чёрная пешка · h4 чёрная пешка · a2 белая пешка · b2 белая пешка · d2 чёрная ладья · e2 чёрная ладья · h2 белая пешка · f1 белая ладья · h1 белый король | a7 чёрная пешка · b7 чёрная пешка · e7 белая ладья · h7 чёрная пешка · d6 белый слон · e6 белый конь · f6 чёрный король · g6 чёрный слон · d5 белая пешка · f5 чёрная пешка · h4 чёрная пешка · a2 белая пешка · b2 белая пешка · d2 чёрная ладья · e2 чёрная ладья · h2 белая пешка · f1 белая ладья · h1 белый король | a7 чёрная пешка · b7 чёрная пешка · e7 белая ладья · h7 чёрная пешка · d6 белый слон · e6 белый конь · f6 чёрный король · g6 чёрный слон · d5 белая пешка · f5 чёрная пешка · h4 чёрная пешка · a2 белая пешка · b2 белая пешка · d2 чёрная ладья · e2 чёрная ладья · h2 белая пешка · f1 белая ладья · h1 белый король | a7 чёрная пешка · b7 чёрная пешка · e7 белая ладья · h7 чёрная пешка · d6 белый слон · e6 белый конь · f6 чёрный король · g6 чёрный слон · d5 белая пешка · f5 чёрная пешка · h4 чёрная пешка · a2 белая пешка · b2 белая пешка · d2 чёрная ладья · e2 чёрная ладья · h2 белая пешка · f1 белая ладья · h1 белый король | a7 чёрная пешка · b7 чёрная пешка · e7 белая ладья · h7 чёрная пешка · d6 белый слон · e6 белый конь · f6 чёрный король · g6 чёрный слон · d5 белая пешка · f5 чёрная пешка · h4 чёрная пешка · a2 белая пешка · b2 белая пешка · d2 чёрная ладья · e2 чёрная ладья · h2 белая пешка · f1 белая ладья · h1 белый король | a7 чёрная пешка · b7 чёрная пешка · e7 белая ладья · h7 чёрная пешка · d6 белый слон · e6 белый конь · f6 чёрный король · g6 чёрный слон · d5 белая пешка · f5 чёрная пешка · h4 чёрная пешка · a2 белая пешка · b2 белая пешка · d2 чёрная ладья · e2 чёрная ладья · h2 белая пешка · f1 белая ладья · h1 белый король | a7 чёрная пешка · b7 чёрная пешка · e7 белая ладья · h7 чёрная пешка · d6 белый слон · e6 белый конь · f6 чёрный король · g6 чёрный слон · d5 белая пешка · f5 чёрная пешка · h4 чёрная пешка · a2 белая пешка · b2 белая пешка · d2 чёрная ладья · e2 чёрная ладья · h2 белая пешка · f1 белая ладья · h1 белый король | 5 |
| 4 | a7 чёрная пешка · b7 чёрная пешка · e7 белая ладья · h7 чёрная пешка · d6 белый слон · e6 белый конь · f6 чёрный король · g6 чёрный слон · d5 белая пешка · f5 чёрная пешка · h4 чёрная пешка · a2 белая пешка · b2 белая пешка · d2 чёрная ладья · e2 чёрная ладья · h2 белая пешка · f1 белая ладья · h1 белый король | a7 чёрная пешка · b7 чёрная пешка · e7 белая ладья · h7 чёрная пешка · d6 белый слон · e6 белый конь · f6 чёрный король · g6 чёрный слон · d5 белая пешка · f5 чёрная пешка · h4 чёрная пешка · a2 белая пешка · b2 белая пешка · d2 чёрная ладья · e2 чёрная ладья · h2 белая пешка · f1 белая ладья · h1 белый король | a7 чёрная пешка · b7 чёрная пешка · e7 белая ладья · h7 чёрная пешка · d6 белый слон · e6 белый конь · f6 чёрный король · g6 чёрный слон · d5 белая пешка · f5 чёрная пешка · h4 чёрная пешка · a2 белая пешка · b2 белая пешка · d2 чёрная ладья · e2 чёрная ладья · h2 белая пешка · f1 белая ладья · h1 белый король | a7 чёрная пешка · b7 чёрная пешка · e7 белая ладья · h7 чёрная пешка · d6 белый слон · e6 белый конь · f6 чёрный король · g6 чёрный слон · d5 белая пешка · f5 чёрная пешка · h4 чёрная пешка · a2 белая пешка · b2 белая пешка · d2 чёрная ладья · e2 чёрная ладья · h2 белая пешка · f1 белая ладья · h1 белый король | a7 чёрная пешка · b7 чёрная пешка · e7 белая ладья · h7 чёрная пешка · d6 белый слон · e6 белый конь · f6 чёрный король · g6 чёрный слон · d5 белая пешка · f5 чёрная пешка · h4 чёрная пешка · a2 белая пешка · b2 белая пешка · d2 чёрная ладья · e2 чёрная ладья · h2 белая пешка · f1 белая ладья · h1 белый король | a7 чёрная пешка · b7 чёрная пешка · e7 белая ладья · h7 чёрная пешка · d6 белый слон · e6 белый конь · f6 чёрный король · g6 чёрный слон · d5 белая пешка · f5 чёрная пешка · h4 чёрная пешка · a2 белая пешка · b2 белая пешка · d2 чёрная ладья · e2 чёрная ладья · h2 белая пешка · f1 белая ладья · h1 белый король | a7 чёрная пешка · b7 чёрная пешка · e7 белая ладья · h7 чёрная пешка · d6 белый слон · e6 белый конь · f6 чёрный король · g6 чёрный слон · d5 белая пешка · f5 чёрная пешка · h4 чёрная пешка · a2 белая пешка · b2 белая пешка · d2 чёрная ладья · e2 чёрная ладья · h2 белая пешка · f1 белая ладья · h1 белый король | a7 чёрная пешка · b7 чёрная пешка · e7 белая ладья · h7 чёрная пешка · d6 белый слон · e6 белый конь · f6 чёрный король · g6 чёрный слон · d5 белая пешка · f5 чёрная пешка · h4 чёрная пешка · a2 белая пешка · b2 белая пешка · d2 чёрная ладья · e2 чёрная ладья · h2 белая пешка · f1 белая ладья · h1 белый король | 4 |
| 3 | a7 чёрная пешка · b7 чёрная пешка · e7 белая ладья · h7 чёрная пешка · d6 белый слон · e6 белый конь · f6 чёрный король · g6 чёрный слон · d5 белая пешка · f5 чёрная пешка · h4 чёрная пешка · a2 белая пешка · b2 белая пешка · d2 чёрная ладья · e2 чёрная ладья · h2 белая пешка · f1 белая ладья · h1 белый король | a7 чёрная пешка · b7 чёрная пешка · e7 белая ладья · h7 чёрная пешка · d6 белый слон · e6 белый конь · f6 чёрный король · g6 чёрный слон · d5 белая пешка · f5 чёрная пешка · h4 чёрная пешка · a2 белая пешка · b2 белая пешка · d2 чёрная ладья · e2 чёрная ладья · h2 белая пешка · f1 белая ладья · h1 белый король | a7 чёрная пешка · b7 чёрная пешка · e7 белая ладья · h7 чёрная пешка · d6 белый слон · e6 белый конь · f6 чёрный король · g6 чёрный слон · d5 белая пешка · f5 чёрная пешка · h4 чёрная пешка · a2 белая пешка · b2 белая пешка · d2 чёрная ладья · e2 чёрная ладья · h2 белая пешка · f1 белая ладья · h1 белый король | a7 чёрная пешка · b7 чёрная пешка · e7 белая ладья · h7 чёрная пешка · d6 белый слон · e6 белый конь · f6 чёрный король · g6 чёрный слон · d5 белая пешка · f5 чёрная пешка · h4 чёрная пешка · a2 белая пешка · b2 белая пешка · d2 чёрная ладья · e2 чёрная ладья · h2 белая пешка · f1 белая ладья · h1 белый король | a7 чёрная пешка · b7 чёрная пешка · e7 белая ладья · h7 чёрная пешка · d6 белый слон · e6 белый конь · f6 чёрный король · g6 чёрный слон · d5 белая пешка · f5 чёрная пешка · h4 чёрная пешка · a2 белая пешка · b2 белая пешка · d2 чёрная ладья · e2 чёрная ладья · h2 белая пешка · f1 белая ладья · h1 белый король | a7 чёрная пешка · b7 чёрная пешка · e7 белая ладья · h7 чёрная пешка · d6 белый слон · e6 белый конь · f6 чёрный король · g6 чёрный слон · d5 белая пешка · f5 чёрная пешка · h4 чёрная пешка · a2 белая пешка · b2 белая пешка · d2 чёрная ладья · e2 чёрная ладья · h2 белая пешка · f1 белая ладья · h1 белый король | a7 чёрная пешка · b7 чёрная пешка · e7 белая ладья · h7 чёрная пешка · d6 белый слон · e6 белый конь · f6 чёрный король · g6 чёрный слон · d5 белая пешка · f5 чёрная пешка · h4 чёрная пешка · a2 белая пешка · b2 белая пешка · d2 чёрная ладья · e2 чёрная ладья · h2 белая пешка · f1 белая ладья · h1 белый король | a7 чёрная пешка · b7 чёрная пешка · e7 белая ладья · h7 чёрная пешка · d6 белый слон · e6 белый конь · f6 чёрный король · g6 чёрный слон · d5 белая пешка · f5 чёрная пешка · h4 чёрная пешка · a2 белая пешка · b2 белая пешка · d2 чёрная ладья · e2 чёрная ладья · h2 белая пешка · f1 белая ладья · h1 белый король | 3 |
| 2 | a7 чёрная пешка · b7 чёрная пешка · e7 белая ладья · h7 чёрная пешка · d6 белый слон · e6 белый конь · f6 чёрный король · g6 чёрный слон · d5 белая пешка · f5 чёрная пешка · h4 чёрная пешка · a2 белая пешка · b2 белая пешка · d2 чёрная ладья · e2 чёрная ладья · h2 белая пешка · f1 белая ладья · h1 белый король | a7 чёрная пешка · b7 чёрная пешка · e7 белая ладья · h7 чёрная пешка · d6 белый слон · e6 белый конь · f6 чёрный король · g6 чёрный слон · d5 белая пешка · f5 чёрная пешка · h4 чёрная пешка · a2 белая пешка · b2 белая пешка · d2 чёрная ладья · e2 чёрная ладья · h2 белая пешка · f1 белая ладья · h1 белый король | a7 чёрная пешка · b7 чёрная пешка · e7 белая ладья · h7 чёрная пешка · d6 белый слон · e6 белый конь · f6 чёрный король · g6 чёрный слон · d5 белая пешка · f5 чёрная пешка · h4 чёрная пешка · a2 белая пешка · b2 белая пешка · d2 чёрная ладья · e2 чёрная ладья · h2 белая пешка · f1 белая ладья · h1 белый король | a7 чёрная пешка · b7 чёрная пешка · e7 белая ладья · h7 чёрная пешка · d6 белый слон · e6 белый конь · f6 чёрный король · g6 чёрный слон · d5 белая пешка · f5 чёрная пешка · h4 чёрная пешка · a2 белая пешка · b2 белая пешка · d2 чёрная ладья · e2 чёрная ладья · h2 белая пешка · f1 белая ладья · h1 белый король | a7 чёрная пешка · b7 чёрная пешка · e7 белая ладья · h7 чёрная пешка · d6 белый слон · e6 белый конь · f6 чёрный король · g6 чёрный слон · d5 белая пешка · f5 чёрная пешка · h4 чёрная пешка · a2 белая пешка · b2 белая пешка · d2 чёрная ладья · e2 чёрная ладья · h2 белая пешка · f1 белая ладья · h1 белый король | a7 чёрная пешка · b7 чёрная пешка · e7 белая ладья · h7 чёрная пешка · d6 белый слон · e6 белый конь · f6 чёрный король · g6 чёрный слон · d5 белая пешка · f5 чёрная пешка · h4 чёрная пешка · a2 белая пешка · b2 белая пешка · d2 чёрная ладья · e2 чёрная ладья · h2 белая пешка · f1 белая ладья · h1 белый король | a7 чёрная пешка · b7 чёрная пешка · e7 белая ладья · h7 чёрная пешка · d6 белый слон · e6 белый конь · f6 чёрный король · g6 чёрный слон · d5 белая пешка · f5 чёрная пешка · h4 чёрная пешка · a2 белая пешка · b2 белая пешка · d2 чёрная ладья · e2 чёрная ладья · h2 белая пешка · f1 белая ладья · h1 белый король | a7 чёрная пешка · b7 чёрная пешка · e7 белая ладья · h7 чёрная пешка · d6 белый слон · e6 белый конь · f6 чёрный король · g6 чёрный слон · d5 белая пешка · f5 чёрная пешка · h4 чёрная пешка · a2 белая пешка · b2 белая пешка · d2 чёрная ладья · e2 чёрная ладья · h2 белая пешка · f1 белая ладья · h1 белый король | 2 |
| 1 | a7 чёрная пешка · b7 чёрная пешка · e7 белая ладья · h7 чёрная пешка · d6 белый слон · e6 белый конь · f6 чёрный король · g6 чёрный слон · d5 белая пешка · f5 чёрная пешка · h4 чёрная пешка · a2 белая пешка · b2 белая пешка · d2 чёрная ладья · e2 чёрная ладья · h2 белая пешка · f1 белая ладья · h1 белый король | a7 чёрная пешка · b7 чёрная пешка · e7 белая ладья · h7 чёрная пешка · d6 белый слон · e6 белый конь · f6 чёрный король · g6 чёрный слон · d5 белая пешка · f5 чёрная пешка · h4 чёрная пешка · a2 белая пешка · b2 белая пешка · d2 чёрная ладья · e2 чёрная ладья · h2 белая пешка · f1 белая ладья · h1 белый король | a7 чёрная пешка · b7 чёрная пешка · e7 белая ладья · h7 чёрная пешка · d6 белый слон · e6 белый конь · f6 чёрный король · g6 чёрный слон · d5 белая пешка · f5 чёрная пешка · h4 чёрная пешка · a2 белая пешка · b2 белая пешка · d2 чёрная ладья · e2 чёрная ладья · h2 белая пешка · f1 белая ладья · h1 белый король | a7 чёрная пешка · b7 чёрная пешка · e7 белая ладья · h7 чёрная пешка · d6 белый слон · e6 белый конь · f6 чёрный король · g6 чёрный слон · d5 белая пешка · f5 чёрная пешка · h4 чёрная пешка · a2 белая пешка · b2 белая пешка · d2 чёрная ладья · e2 чёрная ладья · h2 белая пешка · f1 белая ладья · h1 белый король | a7 чёрная пешка · b7 чёрная пешка · e7 белая ладья · h7 чёрная пешка · d6 белый слон · e6 белый конь · f6 чёрный король · g6 чёрный слон · d5 белая пешка · f5 чёрная пешка · h4 чёрная пешка · a2 белая пешка · b2 белая пешка · d2 чёрная ладья · e2 чёрная ладья · h2 белая пешка · f1 белая ладья · h1 белый король | a7 чёрная пешка · b7 чёрная пешка · e7 белая ладья · h7 чёрная пешка · d6 белый слон · e6 белый конь · f6 чёрный король · g6 чёрный слон · d5 белая пешка · f5 чёрная пешка · h4 чёрная пешка · a2 белая пешка · b2 белая пешка · d2 чёрная ладья · e2 чёрная ладья · h2 белая пешка · f1 белая ладья · h1 белый король | a7 чёрная пешка · b7 чёрная пешка · e7 белая ладья · h7 чёрная пешка · d6 белый слон · e6 белый конь · f6 чёрный король · g6 чёрный слон · d5 белая пешка · f5 чёрная пешка · h4 чёрная пешка · a2 белая пешка · b2 белая пешка · d2 чёрная ладья · e2 чёрная ладья · h2 белая пешка · f1 белая ладья · h1 белый король | a7 чёрная пешка · b7 чёрная пешка · e7 белая ладья · h7 чёрная пешка · d6 белый слон · e6 белый конь · f6 чёрный король · g6 чёрный слон · d5 белая пешка · f5 чёрная пешка · h4 чёрная пешка · a2 белая пешка · b2 белая пешка · d2 чёрная ладья · e2 чёрная ладья · h2 белая пешка · f1 белая ладья · h1 белый король | 1 |
|   | a | b | c | d | e | f | g | h |   |

23-я партия матча за звание чемпиона мира по шахматам 1892 года между Вильгельмом Стейницем и Михаилом Чигориным. Матч играется до 10 побед, а в случае достижения счёта 9:9 — продолжается до 12 побед любого из участников. Активный счёт 9:8 в пользу Стейница, победа даёт Чигорину (белые) возможность продолжить матч и, возможно, стать чемпионом мира, проигрыш оставляет титул за Стейницем. Позиция практически выиграна за белых. И в этой ситуации белые допускают грубейший просмотр: Чигорин нападает на чёрную ладью слоном, забыв, что тот защищает пешку h2.
23. Сb4??
После вполне предсказуемого ответа
23. … Л:h2+
Чигорин сдался, ввиду неизбежного мата 24. Kpg1 Лdg2#. Этот зевок стоил русскому маэстро поражения во всем матче. Впоследствии Чигорин писал, что причиной зевка считает усталость; к концу матча, длившегося два месяца, он совершенно вымотался.

### Арчил Эбралидзе — Вячеслав Рагозин, 1937
|   | a | b | c | d | e | f | g | h |   |
| - | --- | --- | --- | --- | --- | --- | --- | --- | - |
| 8 | a7 чёрная пешка · d7 белая ладья · e7 чёрный слон · f7 чёрный король · h7 чёрная пешка · g6 чёрная пешка · c4 чёрная ладья · d4 белый конь · b3 белая пешка · a2 белая пешка · h2 белый король | a7 чёрная пешка · d7 белая ладья · e7 чёрный слон · f7 чёрный король · h7 чёрная пешка · g6 чёрная пешка · c4 чёрная ладья · d4 белый конь · b3 белая пешка · a2 белая пешка · h2 белый король | a7 чёрная пешка · d7 белая ладья · e7 чёрный слон · f7 чёрный король · h7 чёрная пешка · g6 чёрная пешка · c4 чёрная ладья · d4 белый конь · b3 белая пешка · a2 белая пешка · h2 белый король | a7 чёрная пешка · d7 белая ладья · e7 чёрный слон · f7 чёрный король · h7 чёрная пешка · g6 чёрная пешка · c4 чёрная ладья · d4 белый конь · b3 белая пешка · a2 белая пешка · h2 белый король | a7 чёрная пешка · d7 белая ладья · e7 чёрный слон · f7 чёрный король · h7 чёрная пешка · g6 чёрная пешка · c4 чёрная ладья · d4 белый конь · b3 белая пешка · a2 белая пешка · h2 белый король | a7 чёрная пешка · d7 белая ладья · e7 чёрный слон · f7 чёрный король · h7 чёрная пешка · g6 чёрная пешка · c4 чёрная ладья · d4 белый конь · b3 белая пешка · a2 белая пешка · h2 белый король | a7 чёрная пешка · d7 белая ладья · e7 чёрный слон · f7 чёрный король · h7 чёрная пешка · g6 чёрная пешка · c4 чёрная ладья · d4 белый конь · b3 белая пешка · a2 белая пешка · h2 белый король | a7 чёрная пешка · d7 белая ладья · e7 чёрный слон · f7 чёрный король · h7 чёрная пешка · g6 чёрная пешка · c4 чёрная ладья · d4 белый конь · b3 белая пешка · a2 белая пешка · h2 белый король | 8 |
| 7 | a7 чёрная пешка · d7 белая ладья · e7 чёрный слон · f7 чёрный король · h7 чёрная пешка · g6 чёрная пешка · c4 чёрная ладья · d4 белый конь · b3 белая пешка · a2 белая пешка · h2 белый король | a7 чёрная пешка · d7 белая ладья · e7 чёрный слон · f7 чёрный король · h7 чёрная пешка · g6 чёрная пешка · c4 чёрная ладья · d4 белый конь · b3 белая пешка · a2 белая пешка · h2 белый король | a7 чёрная пешка · d7 белая ладья · e7 чёрный слон · f7 чёрный король · h7 чёрная пешка · g6 чёрная пешка · c4 чёрная ладья · d4 белый конь · b3 белая пешка · a2 белая пешка · h2 белый король | a7 чёрная пешка · d7 белая ладья · e7 чёрный слон · f7 чёрный король · h7 чёрная пешка · g6 чёрная пешка · c4 чёрная ладья · d4 белый конь · b3 белая пешка · a2 белая пешка · h2 белый король | a7 чёрная пешка · d7 белая ладья · e7 чёрный слон · f7 чёрный король · h7 чёрная пешка · g6 чёрная пешка · c4 чёрная ладья · d4 белый конь · b3 белая пешка · a2 белая пешка · h2 белый король | a7 чёрная пешка · d7 белая ладья · e7 чёрный слон · f7 чёрный король · h7 чёрная пешка · g6 чёрная пешка · c4 чёрная ладья · d4 белый конь · b3 белая пешка · a2 белая пешка · h2 белый король | a7 чёрная пешка · d7 белая ладья · e7 чёрный слон · f7 чёрный король · h7 чёрная пешка · g6 чёрная пешка · c4 чёрная ладья · d4 белый конь · b3 белая пешка · a2 белая пешка · h2 белый король | a7 чёрная пешка · d7 белая ладья · e7 чёрный слон · f7 чёрный король · h7 чёрная пешка · g6 чёрная пешка · c4 чёрная ладья · d4 белый конь · b3 белая пешка · a2 белая пешка · h2 белый король | 7 |
| 6 | a7 чёрная пешка · d7 белая ладья · e7 чёрный слон · f7 чёрный король · h7 чёрная пешка · g6 чёрная пешка · c4 чёрная ладья · d4 белый конь · b3 белая пешка · a2 белая пешка · h2 белый король | a7 чёрная пешка · d7 белая ладья · e7 чёрный слон · f7 чёрный король · h7 чёрная пешка · g6 чёрная пешка · c4 чёрная ладья · d4 белый конь · b3 белая пешка · a2 белая пешка · h2 белый король | a7 чёрная пешка · d7 белая ладья · e7 чёрный слон · f7 чёрный король · h7 чёрная пешка · g6 чёрная пешка · c4 чёрная ладья · d4 белый конь · b3 белая пешка · a2 белая пешка · h2 белый король | a7 чёрная пешка · d7 белая ладья · e7 чёрный слон · f7 чёрный король · h7 чёрная пешка · g6 чёрная пешка · c4 чёрная ладья · d4 белый конь · b3 белая пешка · a2 белая пешка · h2 белый король | a7 чёрная пешка · d7 белая ладья · e7 чёрный слон · f7 чёрный король · h7 чёрная пешка · g6 чёрная пешка · c4 чёрная ладья · d4 белый конь · b3 белая пешка · a2 белая пешка · h2 белый король | a7 чёрная пешка · d7 белая ладья · e7 чёрный слон · f7 чёрный король · h7 чёрная пешка · g6 чёрная пешка · c4 чёрная ладья · d4 белый конь · b3 белая пешка · a2 белая пешка · h2 белый король | a7 чёрная пешка · d7 белая ладья · e7 чёрный слон · f7 чёрный король · h7 чёрная пешка · g6 чёрная пешка · c4 чёрная ладья · d4 белый конь · b3 белая пешка · a2 белая пешка · h2 белый король | a7 чёрная пешка · d7 белая ладья · e7 чёрный слон · f7 чёрный король · h7 чёрная пешка · g6 чёрная пешка · c4 чёрная ладья · d4 белый конь · b3 белая пешка · a2 белая пешка · h2 белый король | 6 |
| 5 | a7 чёрная пешка · d7 белая ладья · e7 чёрный слон · f7 чёрный король · h7 чёрная пешка · g6 чёрная пешка · c4 чёрная ладья · d4 белый конь · b3 белая пешка · a2 белая пешка · h2 белый король | a7 чёрная пешка · d7 белая ладья · e7 чёрный слон · f7 чёрный король · h7 чёрная пешка · g6 чёрная пешка · c4 чёрная ладья · d4 белый конь · b3 белая пешка · a2 белая пешка · h2 белый король | a7 чёрная пешка · d7 белая ладья · e7 чёрный слон · f7 чёрный король · h7 чёрная пешка · g6 чёрная пешка · c4 чёрная ладья · d4 белый конь · b3 белая пешка · a2 белая пешка · h2 белый король | a7 чёрная пешка · d7 белая ладья · e7 чёрный слон · f7 чёрный король · h7 чёрная пешка · g6 чёрная пешка · c4 чёрная ладья · d4 белый конь · b3 белая пешка · a2 белая пешка · h2 белый король | a7 чёрная пешка · d7 белая ладья · e7 чёрный слон · f7 чёрный король · h7 чёрная пешка · g6 чёрная пешка · c4 чёрная ладья · d4 белый конь · b3 белая пешка · a2 белая пешка · h2 белый король | a7 чёрная пешка · d7 белая ладья · e7 чёрный слон · f7 чёрный король · h7 чёрная пешка · g6 чёрная пешка · c4 чёрная ладья · d4 белый конь · b3 белая пешка · a2 белая пешка · h2 белый король | a7 чёрная пешка · d7 белая ладья · e7 чёрный слон · f7 чёрный король · h7 чёрная пешка · g6 чёрная пешка · c4 чёрная ладья · d4 белый конь · b3 белая пешка · a2 белая пешка · h2 белый король | a7 чёрная пешка · d7 белая ладья · e7 чёрный слон · f7 чёрный король · h7 чёрная пешка · g6 чёрная пешка · c4 чёрная ладья · d4 белый конь · b3 белая пешка · a2 белая пешка · h2 белый король | 5 |
| 4 | a7 чёрная пешка · d7 белая ладья · e7 чёрный слон · f7 чёрный король · h7 чёрная пешка · g6 чёрная пешка · c4 чёрная ладья · d4 белый конь · b3 белая пешка · a2 белая пешка · h2 белый король | a7 чёрная пешка · d7 белая ладья · e7 чёрный слон · f7 чёрный король · h7 чёрная пешка · g6 чёрная пешка · c4 чёрная ладья · d4 белый конь · b3 белая пешка · a2 белая пешка · h2 белый король | a7 чёрная пешка · d7 белая ладья · e7 чёрный слон · f7 чёрный король · h7 чёрная пешка · g6 чёрная пешка · c4 чёрная ладья · d4 белый конь · b3 белая пешка · a2 белая пешка · h2 белый король | a7 чёрная пешка · d7 белая ладья · e7 чёрный слон · f7 чёрный король · h7 чёрная пешка · g6 чёрная пешка · c4 чёрная ладья · d4 белый конь · b3 белая пешка · a2 белая пешка · h2 белый король | a7 чёрная пешка · d7 белая ладья · e7 чёрный слон · f7 чёрный король · h7 чёрная пешка · g6 чёрная пешка · c4 чёрная ладья · d4 белый конь · b3 белая пешка · a2 белая пешка · h2 белый король | a7 чёрная пешка · d7 белая ладья · e7 чёрный слон · f7 чёрный король · h7 чёрная пешка · g6 чёрная пешка · c4 чёрная ладья · d4 белый конь · b3 белая пешка · a2 белая пешка · h2 белый король | a7 чёрная пешка · d7 белая ладья · e7 чёрный слон · f7 чёрный король · h7 чёрная пешка · g6 чёрная пешка · c4 чёрная ладья · d4 белый конь · b3 белая пешка · a2 белая пешка · h2 белый король | a7 чёрная пешка · d7 белая ладья · e7 чёрный слон · f7 чёрный король · h7 чёрная пешка · g6 чёрная пешка · c4 чёрная ладья · d4 белый конь · b3 белая пешка · a2 белая пешка · h2 белый король | 4 |
| 3 | a7 чёрная пешка · d7 белая ладья · e7 чёрный слон · f7 чёрный король · h7 чёрная пешка · g6 чёрная пешка · c4 чёрная ладья · d4 белый конь · b3 белая пешка · a2 белая пешка · h2 белый король | a7 чёрная пешка · d7 белая ладья · e7 чёрный слон · f7 чёрный король · h7 чёрная пешка · g6 чёрная пешка · c4 чёрная ладья · d4 белый конь · b3 белая пешка · a2 белая пешка · h2 белый король | a7 чёрная пешка · d7 белая ладья · e7 чёрный слон · f7 чёрный король · h7 чёрная пешка · g6 чёрная пешка · c4 чёрная ладья · d4 белый конь · b3 белая пешка · a2 белая пешка · h2 белый король | a7 чёрная пешка · d7 белая ладья · e7 чёрный слон · f7 чёрный король · h7 чёрная пешка · g6 чёрная пешка · c4 чёрная ладья · d4 белый конь · b3 белая пешка · a2 белая пешка · h2 белый король | a7 чёрная пешка · d7 белая ладья · e7 чёрный слон · f7 чёрный король · h7 чёрная пешка · g6 чёрная пешка · c4 чёрная ладья · d4 белый конь · b3 белая пешка · a2 белая пешка · h2 белый король | a7 чёрная пешка · d7 белая ладья · e7 чёрный слон · f7 чёрный король · h7 чёрная пешка · g6 чёрная пешка · c4 чёрная ладья · d4 белый конь · b3 белая пешка · a2 белая пешка · h2 белый король | a7 чёрная пешка · d7 белая ладья · e7 чёрный слон · f7 чёрный король · h7 чёрная пешка · g6 чёрная пешка · c4 чёрная ладья · d4 белый конь · b3 белая пешка · a2 белая пешка · h2 белый король | a7 чёрная пешка · d7 белая ладья · e7 чёрный слон · f7 чёрный король · h7 чёрная пешка · g6 чёрная пешка · c4 чёрная ладья · d4 белый конь · b3 белая пешка · a2 белая пешка · h2 белый король | 3 |
| 2 | a7 чёрная пешка · d7 белая ладья · e7 чёрный слон · f7 чёрный король · h7 чёрная пешка · g6 чёрная пешка · c4 чёрная ладья · d4 белый конь · b3 белая пешка · a2 белая пешка · h2 белый король | a7 чёрная пешка · d7 белая ладья · e7 чёрный слон · f7 чёрный король · h7 чёрная пешка · g6 чёрная пешка · c4 чёрная ладья · d4 белый конь · b3 белая пешка · a2 белая пешка · h2 белый король | a7 чёрная пешка · d7 белая ладья · e7 чёрный слон · f7 чёрный король · h7 чёрная пешка · g6 чёрная пешка · c4 чёрная ладья · d4 белый конь · b3 белая пешка · a2 белая пешка · h2 белый король | a7 чёрная пешка · d7 белая ладья · e7 чёрный слон · f7 чёрный король · h7 чёрная пешка · g6 чёрная пешка · c4 чёрная ладья · d4 белый конь · b3 белая пешка · a2 белая пешка · h2 белый король | a7 чёрная пешка · d7 белая ладья · e7 чёрный слон · f7 чёрный король · h7 чёрная пешка · g6 чёрная пешка · c4 чёрная ладья · d4 белый конь · b3 белая пешка · a2 белая пешка · h2 белый король | a7 чёрная пешка · d7 белая ладья · e7 чёрный слон · f7 чёрный король · h7 чёрная пешка · g6 чёрная пешка · c4 чёрная ладья · d4 белый конь · b3 белая пешка · a2 белая пешка · h2 белый король | a7 чёрная пешка · d7 белая ладья · e7 чёрный слон · f7 чёрный король · h7 чёрная пешка · g6 чёрная пешка · c4 чёрная ладья · d4 белый конь · b3 белая пешка · a2 белая пешка · h2 белый король | a7 чёрная пешка · d7 белая ладья · e7 чёрный слон · f7 чёрный король · h7 чёрная пешка · g6 чёрная пешка · c4 чёрная ладья · d4 белый конь · b3 белая пешка · a2 белая пешка · h2 белый король | 2 |
| 1 | a7 чёрная пешка · d7 белая ладья · e7 чёрный слон · f7 чёрный король · h7 чёрная пешка · g6 чёрная пешка · c4 чёрная ладья · d4 белый конь · b3 белая пешка · a2 белая пешка · h2 белый король | a7 чёрная пешка · d7 белая ладья · e7 чёрный слон · f7 чёрный король · h7 чёрная пешка · g6 чёрная пешка · c4 чёрная ладья · d4 белый конь · b3 белая пешка · a2 белая пешка · h2 белый король | a7 чёрная пешка · d7 белая ладья · e7 чёрный слон · f7 чёрный король · h7 чёрная пешка · g6 чёрная пешка · c4 чёрная ладья · d4 белый конь · b3 белая пешка · a2 белая пешка · h2 белый король | a7 чёрная пешка · d7 белая ладья · e7 чёрный слон · f7 чёрный король · h7 чёрная пешка · g6 чёрная пешка · c4 чёрная ладья · d4 белый конь · b3 белая пешка · a2 белая пешка · h2 белый король | a7 чёрная пешка · d7 белая ладья · e7 чёрный слон · f7 чёрный король · h7 чёрная пешка · g6 чёрная пешка · c4 чёрная ладья · d4 белый конь · b3 белая пешка · a2 белая пешка · h2 белый король | a7 чёрная пешка · d7 белая ладья · e7 чёрный слон · f7 чёрный король · h7 чёрная пешка · g6 чёрная пешка · c4 чёрная ладья · d4 белый конь · b3 белая пешка · a2 белая пешка · h2 белый король | a7 чёрная пешка · d7 белая ладья · e7 чёрный слон · f7 чёрный король · h7 чёрная пешка · g6 чёрная пешка · c4 чёрная ладья · d4 белый конь · b3 белая пешка · a2 белая пешка · h2 белый король | a7 чёрная пешка · d7 белая ладья · e7 чёрный слон · f7 чёрный король · h7 чёрная пешка · g6 чёрная пешка · c4 чёрная ладья · d4 белый конь · b3 белая пешка · a2 белая пешка · h2 белый король | 1 |
|   | a | b | c | d | e | f | g | h |   |

Партия между Вячеславом Рагозиным и Арчилом Эбралидзе состоялась в рамках 10-го чемпионата СССР 1937 года, проходившем в Тбилиси. К позиции, представленной на диаграмме, оба игрока подошли в цейтноте, чем, видимо, и объясняется обоюдный «зевок». Чёрные сыграли:
40… Лс7??
Они рассчитывали, что на 41. Л:с7 последует 41… Сd6+ с отыгрышем ладьи, но забыли, что слон связан. В публике тут же раздались голоса: «Арчил, бери ладью!». Удивительнее всего стало то, что Эбралидзе так же, как и его соперник, поверил, что этот вариант проходит, и сыграл
41. Лd5??
Вскоре грузинский шахматист сделал ещё одну грубую ошибку:
41. ... Сf6 42. Кb5 Лc2+ 43. Крg3 a6 44. Лd7+ Крe8 45. Лc7?? Сe5+
и партия закончилась в пользу Рагозина.

### Тигран Петросян — Давид Бронштейн, 1956
|   | a | b | c | d | e | f | g | h |   |
| - | --- | --- | --- | --- | --- | --- | --- | --- | - |
| 8 | b8 чёрная ладья · c8 чёрный слон · f8 чёрная ладья · h8 чёрный король · b7 чёрная пешка · d7 чёрный конь · g7 чёрный ферзь · a6 чёрная пешка · d6 белый ферзь · g6 чёрная пешка · a5 белая пешка · d5 белый конь · e5 чёрная пешка · f5 чёрный конь · h5 чёрная пешка · c4 белая пешка · e4 белый конь · h4 белая пешка · g3 белая пешка · b2 белая ладья · f2 белая пешка · g2 белый слон · b1 белая ладья · h1 белый король | b8 чёрная ладья · c8 чёрный слон · f8 чёрная ладья · h8 чёрный король · b7 чёрная пешка · d7 чёрный конь · g7 чёрный ферзь · a6 чёрная пешка · d6 белый ферзь · g6 чёрная пешка · a5 белая пешка · d5 белый конь · e5 чёрная пешка · f5 чёрный конь · h5 чёрная пешка · c4 белая пешка · e4 белый конь · h4 белая пешка · g3 белая пешка · b2 белая ладья · f2 белая пешка · g2 белый слон · b1 белая ладья · h1 белый король | b8 чёрная ладья · c8 чёрный слон · f8 чёрная ладья · h8 чёрный король · b7 чёрная пешка · d7 чёрный конь · g7 чёрный ферзь · a6 чёрная пешка · d6 белый ферзь · g6 чёрная пешка · a5 белая пешка · d5 белый конь · e5 чёрная пешка · f5 чёрный конь · h5 чёрная пешка · c4 белая пешка · e4 белый конь · h4 белая пешка · g3 белая пешка · b2 белая ладья · f2 белая пешка · g2 белый слон · b1 белая ладья · h1 белый король | b8 чёрная ладья · c8 чёрный слон · f8 чёрная ладья · h8 чёрный король · b7 чёрная пешка · d7 чёрный конь · g7 чёрный ферзь · a6 чёрная пешка · d6 белый ферзь · g6 чёрная пешка · a5 белая пешка · d5 белый конь · e5 чёрная пешка · f5 чёрный конь · h5 чёрная пешка · c4 белая пешка · e4 белый конь · h4 белая пешка · g3 белая пешка · b2 белая ладья · f2 белая пешка · g2 белый слон · b1 белая ладья · h1 белый король | b8 чёрная ладья · c8 чёрный слон · f8 чёрная ладья · h8 чёрный король · b7 чёрная пешка · d7 чёрный конь · g7 чёрный ферзь · a6 чёрная пешка · d6 белый ферзь · g6 чёрная пешка · a5 белая пешка · d5 белый конь · e5 чёрная пешка · f5 чёрный конь · h5 чёрная пешка · c4 белая пешка · e4 белый конь · h4 белая пешка · g3 белая пешка · b2 белая ладья · f2 белая пешка · g2 белый слон · b1 белая ладья · h1 белый король | b8 чёрная ладья · c8 чёрный слон · f8 чёрная ладья · h8 чёрный король · b7 чёрная пешка · d7 чёрный конь · g7 чёрный ферзь · a6 чёрная пешка · d6 белый ферзь · g6 чёрная пешка · a5 белая пешка · d5 белый конь · e5 чёрная пешка · f5 чёрный конь · h5 чёрная пешка · c4 белая пешка · e4 белый конь · h4 белая пешка · g3 белая пешка · b2 белая ладья · f2 белая пешка · g2 белый слон · b1 белая ладья · h1 белый король | b8 чёрная ладья · c8 чёрный слон · f8 чёрная ладья · h8 чёрный король · b7 чёрная пешка · d7 чёрный конь · g7 чёрный ферзь · a6 чёрная пешка · d6 белый ферзь · g6 чёрная пешка · a5 белая пешка · d5 белый конь · e5 чёрная пешка · f5 чёрный конь · h5 чёрная пешка · c4 белая пешка · e4 белый конь · h4 белая пешка · g3 белая пешка · b2 белая ладья · f2 белая пешка · g2 белый слон · b1 белая ладья · h1 белый король | b8 чёрная ладья · c8 чёрный слон · f8 чёрная ладья · h8 чёрный король · b7 чёрная пешка · d7 чёрный конь · g7 чёрный ферзь · a6 чёрная пешка · d6 белый ферзь · g6 чёрная пешка · a5 белая пешка · d5 белый конь · e5 чёрная пешка · f5 чёрный конь · h5 чёрная пешка · c4 белая пешка · e4 белый конь · h4 белая пешка · g3 белая пешка · b2 белая ладья · f2 белая пешка · g2 белый слон · b1 белая ладья · h1 белый король | 8 |
| 7 | b8 чёрная ладья · c8 чёрный слон · f8 чёрная ладья · h8 чёрный король · b7 чёрная пешка · d7 чёрный конь · g7 чёрный ферзь · a6 чёрная пешка · d6 белый ферзь · g6 чёрная пешка · a5 белая пешка · d5 белый конь · e5 чёрная пешка · f5 чёрный конь · h5 чёрная пешка · c4 белая пешка · e4 белый конь · h4 белая пешка · g3 белая пешка · b2 белая ладья · f2 белая пешка · g2 белый слон · b1 белая ладья · h1 белый король | b8 чёрная ладья · c8 чёрный слон · f8 чёрная ладья · h8 чёрный король · b7 чёрная пешка · d7 чёрный конь · g7 чёрный ферзь · a6 чёрная пешка · d6 белый ферзь · g6 чёрная пешка · a5 белая пешка · d5 белый конь · e5 чёрная пешка · f5 чёрный конь · h5 чёрная пешка · c4 белая пешка · e4 белый конь · h4 белая пешка · g3 белая пешка · b2 белая ладья · f2 белая пешка · g2 белый слон · b1 белая ладья · h1 белый король | b8 чёрная ладья · c8 чёрный слон · f8 чёрная ладья · h8 чёрный король · b7 чёрная пешка · d7 чёрный конь · g7 чёрный ферзь · a6 чёрная пешка · d6 белый ферзь · g6 чёрная пешка · a5 белая пешка · d5 белый конь · e5 чёрная пешка · f5 чёрный конь · h5 чёрная пешка · c4 белая пешка · e4 белый конь · h4 белая пешка · g3 белая пешка · b2 белая ладья · f2 белая пешка · g2 белый слон · b1 белая ладья · h1 белый король | b8 чёрная ладья · c8 чёрный слон · f8 чёрная ладья · h8 чёрный король · b7 чёрная пешка · d7 чёрный конь · g7 чёрный ферзь · a6 чёрная пешка · d6 белый ферзь · g6 чёрная пешка · a5 белая пешка · d5 белый конь · e5 чёрная пешка · f5 чёрный конь · h5 чёрная пешка · c4 белая пешка · e4 белый конь · h4 белая пешка · g3 белая пешка · b2 белая ладья · f2 белая пешка · g2 белый слон · b1 белая ладья · h1 белый король | b8 чёрная ладья · c8 чёрный слон · f8 чёрная ладья · h8 чёрный король · b7 чёрная пешка · d7 чёрный конь · g7 чёрный ферзь · a6 чёрная пешка · d6 белый ферзь · g6 чёрная пешка · a5 белая пешка · d5 белый конь · e5 чёрная пешка · f5 чёрный конь · h5 чёрная пешка · c4 белая пешка · e4 белый конь · h4 белая пешка · g3 белая пешка · b2 белая ладья · f2 белая пешка · g2 белый слон · b1 белая ладья · h1 белый король | b8 чёрная ладья · c8 чёрный слон · f8 чёрная ладья · h8 чёрный король · b7 чёрная пешка · d7 чёрный конь · g7 чёрный ферзь · a6 чёрная пешка · d6 белый ферзь · g6 чёрная пешка · a5 белая пешка · d5 белый конь · e5 чёрная пешка · f5 чёрный конь · h5 чёрная пешка · c4 белая пешка · e4 белый конь · h4 белая пешка · g3 белая пешка · b2 белая ладья · f2 белая пешка · g2 белый слон · b1 белая ладья · h1 белый король | b8 чёрная ладья · c8 чёрный слон · f8 чёрная ладья · h8 чёрный король · b7 чёрная пешка · d7 чёрный конь · g7 чёрный ферзь · a6 чёрная пешка · d6 белый ферзь · g6 чёрная пешка · a5 белая пешка · d5 белый конь · e5 чёрная пешка · f5 чёрный конь · h5 чёрная пешка · c4 белая пешка · e4 белый конь · h4 белая пешка · g3 белая пешка · b2 белая ладья · f2 белая пешка · g2 белый слон · b1 белая ладья · h1 белый король | b8 чёрная ладья · c8 чёрный слон · f8 чёрная ладья · h8 чёрный король · b7 чёрная пешка · d7 чёрный конь · g7 чёрный ферзь · a6 чёрная пешка · d6 белый ферзь · g6 чёрная пешка · a5 белая пешка · d5 белый конь · e5 чёрная пешка · f5 чёрный конь · h5 чёрная пешка · c4 белая пешка · e4 белый конь · h4 белая пешка · g3 белая пешка · b2 белая ладья · f2 белая пешка · g2 белый слон · b1 белая ладья · h1 белый король | 7 |
| 6 | b8 чёрная ладья · c8 чёрный слон · f8 чёрная ладья · h8 чёрный король · b7 чёрная пешка · d7 чёрный конь · g7 чёрный ферзь · a6 чёрная пешка · d6 белый ферзь · g6 чёрная пешка · a5 белая пешка · d5 белый конь · e5 чёрная пешка · f5 чёрный конь · h5 чёрная пешка · c4 белая пешка · e4 белый конь · h4 белая пешка · g3 белая пешка · b2 белая ладья · f2 белая пешка · g2 белый слон · b1 белая ладья · h1 белый король | b8 чёрная ладья · c8 чёрный слон · f8 чёрная ладья · h8 чёрный король · b7 чёрная пешка · d7 чёрный конь · g7 чёрный ферзь · a6 чёрная пешка · d6 белый ферзь · g6 чёрная пешка · a5 белая пешка · d5 белый конь · e5 чёрная пешка · f5 чёрный конь · h5 чёрная пешка · c4 белая пешка · e4 белый конь · h4 белая пешка · g3 белая пешка · b2 белая ладья · f2 белая пешка · g2 белый слон · b1 белая ладья · h1 белый король | b8 чёрная ладья · c8 чёрный слон · f8 чёрная ладья · h8 чёрный король · b7 чёрная пешка · d7 чёрный конь · g7 чёрный ферзь · a6 чёрная пешка · d6 белый ферзь · g6 чёрная пешка · a5 белая пешка · d5 белый конь · e5 чёрная пешка · f5 чёрный конь · h5 чёрная пешка · c4 белая пешка · e4 белый конь · h4 белая пешка · g3 белая пешка · b2 белая ладья · f2 белая пешка · g2 белый слон · b1 белая ладья · h1 белый король | b8 чёрная ладья · c8 чёрный слон · f8 чёрная ладья · h8 чёрный король · b7 чёрная пешка · d7 чёрный конь · g7 чёрный ферзь · a6 чёрная пешка · d6 белый ферзь · g6 чёрная пешка · a5 белая пешка · d5 белый конь · e5 чёрная пешка · f5 чёрный конь · h5 чёрная пешка · c4 белая пешка · e4 белый конь · h4 белая пешка · g3 белая пешка · b2 белая ладья · f2 белая пешка · g2 белый слон · b1 белая ладья · h1 белый король | b8 чёрная ладья · c8 чёрный слон · f8 чёрная ладья · h8 чёрный король · b7 чёрная пешка · d7 чёрный конь · g7 чёрный ферзь · a6 чёрная пешка · d6 белый ферзь · g6 чёрная пешка · a5 белая пешка · d5 белый конь · e5 чёрная пешка · f5 чёрный конь · h5 чёрная пешка · c4 белая пешка · e4 белый конь · h4 белая пешка · g3 белая пешка · b2 белая ладья · f2 белая пешка · g2 белый слон · b1 белая ладья · h1 белый король | b8 чёрная ладья · c8 чёрный слон · f8 чёрная ладья · h8 чёрный король · b7 чёрная пешка · d7 чёрный конь · g7 чёрный ферзь · a6 чёрная пешка · d6 белый ферзь · g6 чёрная пешка · a5 белая пешка · d5 белый конь · e5 чёрная пешка · f5 чёрный конь · h5 чёрная пешка · c4 белая пешка · e4 белый конь · h4 белая пешка · g3 белая пешка · b2 белая ладья · f2 белая пешка · g2 белый слон · b1 белая ладья · h1 белый король | b8 чёрная ладья · c8 чёрный слон · f8 чёрная ладья · h8 чёрный король · b7 чёрная пешка · d7 чёрный конь · g7 чёрный ферзь · a6 чёрная пешка · d6 белый ферзь · g6 чёрная пешка · a5 белая пешка · d5 белый конь · e5 чёрная пешка · f5 чёрный конь · h5 чёрная пешка · c4 белая пешка · e4 белый конь · h4 белая пешка · g3 белая пешка · b2 белая ладья · f2 белая пешка · g2 белый слон · b1 белая ладья · h1 белый король | b8 чёрная ладья · c8 чёрный слон · f8 чёрная ладья · h8 чёрный король · b7 чёрная пешка · d7 чёрный конь · g7 чёрный ферзь · a6 чёрная пешка · d6 белый ферзь · g6 чёрная пешка · a5 белая пешка · d5 белый конь · e5 чёрная пешка · f5 чёрный конь · h5 чёрная пешка · c4 белая пешка · e4 белый конь · h4 белая пешка · g3 белая пешка · b2 белая ладья · f2 белая пешка · g2 белый слон · b1 белая ладья · h1 белый король | 6 |
| 5 | b8 чёрная ладья · c8 чёрный слон · f8 чёрная ладья · h8 чёрный король · b7 чёрная пешка · d7 чёрный конь · g7 чёрный ферзь · a6 чёрная пешка · d6 белый ферзь · g6 чёрная пешка · a5 белая пешка · d5 белый конь · e5 чёрная пешка · f5 чёрный конь · h5 чёрная пешка · c4 белая пешка · e4 белый конь · h4 белая пешка · g3 белая пешка · b2 белая ладья · f2 белая пешка · g2 белый слон · b1 белая ладья · h1 белый король | b8 чёрная ладья · c8 чёрный слон · f8 чёрная ладья · h8 чёрный король · b7 чёрная пешка · d7 чёрный конь · g7 чёрный ферзь · a6 чёрная пешка · d6 белый ферзь · g6 чёрная пешка · a5 белая пешка · d5 белый конь · e5 чёрная пешка · f5 чёрный конь · h5 чёрная пешка · c4 белая пешка · e4 белый конь · h4 белая пешка · g3 белая пешка · b2 белая ладья · f2 белая пешка · g2 белый слон · b1 белая ладья · h1 белый король | b8 чёрная ладья · c8 чёрный слон · f8 чёрная ладья · h8 чёрный король · b7 чёрная пешка · d7 чёрный конь · g7 чёрный ферзь · a6 чёрная пешка · d6 белый ферзь · g6 чёрная пешка · a5 белая пешка · d5 белый конь · e5 чёрная пешка · f5 чёрный конь · h5 чёрная пешка · c4 белая пешка · e4 белый конь · h4 белая пешка · g3 белая пешка · b2 белая ладья · f2 белая пешка · g2 белый слон · b1 белая ладья · h1 белый король | b8 чёрная ладья · c8 чёрный слон · f8 чёрная ладья · h8 чёрный король · b7 чёрная пешка · d7 чёрный конь · g7 чёрный ферзь · a6 чёрная пешка · d6 белый ферзь · g6 чёрная пешка · a5 белая пешка · d5 белый конь · e5 чёрная пешка · f5 чёрный конь · h5 чёрная пешка · c4 белая пешка · e4 белый конь · h4 белая пешка · g3 белая пешка · b2 белая ладья · f2 белая пешка · g2 белый слон · b1 белая ладья · h1 белый король | b8 чёрная ладья · c8 чёрный слон · f8 чёрная ладья · h8 чёрный король · b7 чёрная пешка · d7 чёрный конь · g7 чёрный ферзь · a6 чёрная пешка · d6 белый ферзь · g6 чёрная пешка · a5 белая пешка · d5 белый конь · e5 чёрная пешка · f5 чёрный конь · h5 чёрная пешка · c4 белая пешка · e4 белый конь · h4 белая пешка · g3 белая пешка · b2 белая ладья · f2 белая пешка · g2 белый слон · b1 белая ладья · h1 белый король | b8 чёрная ладья · c8 чёрный слон · f8 чёрная ладья · h8 чёрный король · b7 чёрная пешка · d7 чёрный конь · g7 чёрный ферзь · a6 чёрная пешка · d6 белый ферзь · g6 чёрная пешка · a5 белая пешка · d5 белый конь · e5 чёрная пешка · f5 чёрный конь · h5 чёрная пешка · c4 белая пешка · e4 белый конь · h4 белая пешка · g3 белая пешка · b2 белая ладья · f2 белая пешка · g2 белый слон · b1 белая ладья · h1 белый король | b8 чёрная ладья · c8 чёрный слон · f8 чёрная ладья · h8 чёрный король · b7 чёрная пешка · d7 чёрный конь · g7 чёрный ферзь · a6 чёрная пешка · d6 белый ферзь · g6 чёрная пешка · a5 белая пешка · d5 белый конь · e5 чёрная пешка · f5 чёрный конь · h5 чёрная пешка · c4 белая пешка · e4 белый конь · h4 белая пешка · g3 белая пешка · b2 белая ладья · f2 белая пешка · g2 белый слон · b1 белая ладья · h1 белый король | b8 чёрная ладья · c8 чёрный слон · f8 чёрная ладья · h8 чёрный король · b7 чёрная пешка · d7 чёрный конь · g7 чёрный ферзь · a6 чёрная пешка · d6 белый ферзь · g6 чёрная пешка · a5 белая пешка · d5 белый конь · e5 чёрная пешка · f5 чёрный конь · h5 чёрная пешка · c4 белая пешка · e4 белый конь · h4 белая пешка · g3 белая пешка · b2 белая ладья · f2 белая пешка · g2 белый слон · b1 белая ладья · h1 белый король | 5 |
| 4 | b8 чёрная ладья · c8 чёрный слон · f8 чёрная ладья · h8 чёрный король · b7 чёрная пешка · d7 чёрный конь · g7 чёрный ферзь · a6 чёрная пешка · d6 белый ферзь · g6 чёрная пешка · a5 белая пешка · d5 белый конь · e5 чёрная пешка · f5 чёрный конь · h5 чёрная пешка · c4 белая пешка · e4 белый конь · h4 белая пешка · g3 белая пешка · b2 белая ладья · f2 белая пешка · g2 белый слон · b1 белая ладья · h1 белый король | b8 чёрная ладья · c8 чёрный слон · f8 чёрная ладья · h8 чёрный король · b7 чёрная пешка · d7 чёрный конь · g7 чёрный ферзь · a6 чёрная пешка · d6 белый ферзь · g6 чёрная пешка · a5 белая пешка · d5 белый конь · e5 чёрная пешка · f5 чёрный конь · h5 чёрная пешка · c4 белая пешка · e4 белый конь · h4 белая пешка · g3 белая пешка · b2 белая ладья · f2 белая пешка · g2 белый слон · b1 белая ладья · h1 белый король | b8 чёрная ладья · c8 чёрный слон · f8 чёрная ладья · h8 чёрный король · b7 чёрная пешка · d7 чёрный конь · g7 чёрный ферзь · a6 чёрная пешка · d6 белый ферзь · g6 чёрная пешка · a5 белая пешка · d5 белый конь · e5 чёрная пешка · f5 чёрный конь · h5 чёрная пешка · c4 белая пешка · e4 белый конь · h4 белая пешка · g3 белая пешка · b2 белая ладья · f2 белая пешка · g2 белый слон · b1 белая ладья · h1 белый король | b8 чёрная ладья · c8 чёрный слон · f8 чёрная ладья · h8 чёрный король · b7 чёрная пешка · d7 чёрный конь · g7 чёрный ферзь · a6 чёрная пешка · d6 белый ферзь · g6 чёрная пешка · a5 белая пешка · d5 белый конь · e5 чёрная пешка · f5 чёрный конь · h5 чёрная пешка · c4 белая пешка · e4 белый конь · h4 белая пешка · g3 белая пешка · b2 белая ладья · f2 белая пешка · g2 белый слон · b1 белая ладья · h1 белый король | b8 чёрная ладья · c8 чёрный слон · f8 чёрная ладья · h8 чёрный король · b7 чёрная пешка · d7 чёрный конь · g7 чёрный ферзь · a6 чёрная пешка · d6 белый ферзь · g6 чёрная пешка · a5 белая пешка · d5 белый конь · e5 чёрная пешка · f5 чёрный конь · h5 чёрная пешка · c4 белая пешка · e4 белый конь · h4 белая пешка · g3 белая пешка · b2 белая ладья · f2 белая пешка · g2 белый слон · b1 белая ладья · h1 белый король | b8 чёрная ладья · c8 чёрный слон · f8 чёрная ладья · h8 чёрный король · b7 чёрная пешка · d7 чёрный конь · g7 чёрный ферзь · a6 чёрная пешка · d6 белый ферзь · g6 чёрная пешка · a5 белая пешка · d5 белый конь · e5 чёрная пешка · f5 чёрный конь · h5 чёрная пешка · c4 белая пешка · e4 белый конь · h4 белая пешка · g3 белая пешка · b2 белая ладья · f2 белая пешка · g2 белый слон · b1 белая ладья · h1 белый король | b8 чёрная ладья · c8 чёрный слон · f8 чёрная ладья · h8 чёрный король · b7 чёрная пешка · d7 чёрный конь · g7 чёрный ферзь · a6 чёрная пешка · d6 белый ферзь · g6 чёрная пешка · a5 белая пешка · d5 белый конь · e5 чёрная пешка · f5 чёрный конь · h5 чёрная пешка · c4 белая пешка · e4 белый конь · h4 белая пешка · g3 белая пешка · b2 белая ладья · f2 белая пешка · g2 белый слон · b1 белая ладья · h1 белый король | b8 чёрная ладья · c8 чёрный слон · f8 чёрная ладья · h8 чёрный король · b7 чёрная пешка · d7 чёрный конь · g7 чёрный ферзь · a6 чёрная пешка · d6 белый ферзь · g6 чёрная пешка · a5 белая пешка · d5 белый конь · e5 чёрная пешка · f5 чёрный конь · h5 чёрная пешка · c4 белая пешка · e4 белый конь · h4 белая пешка · g3 белая пешка · b2 белая ладья · f2 белая пешка · g2 белый слон · b1 белая ладья · h1 белый король | 4 |
| 3 | b8 чёрная ладья · c8 чёрный слон · f8 чёрная ладья · h8 чёрный король · b7 чёрная пешка · d7 чёрный конь · g7 чёрный ферзь · a6 чёрная пешка · d6 белый ферзь · g6 чёрная пешка · a5 белая пешка · d5 белый конь · e5 чёрная пешка · f5 чёрный конь · h5 чёрная пешка · c4 белая пешка · e4 белый конь · h4 белая пешка · g3 белая пешка · b2 белая ладья · f2 белая пешка · g2 белый слон · b1 белая ладья · h1 белый король | b8 чёрная ладья · c8 чёрный слон · f8 чёрная ладья · h8 чёрный король · b7 чёрная пешка · d7 чёрный конь · g7 чёрный ферзь · a6 чёрная пешка · d6 белый ферзь · g6 чёрная пешка · a5 белая пешка · d5 белый конь · e5 чёрная пешка · f5 чёрный конь · h5 чёрная пешка · c4 белая пешка · e4 белый конь · h4 белая пешка · g3 белая пешка · b2 белая ладья · f2 белая пешка · g2 белый слон · b1 белая ладья · h1 белый король | b8 чёрная ладья · c8 чёрный слон · f8 чёрная ладья · h8 чёрный король · b7 чёрная пешка · d7 чёрный конь · g7 чёрный ферзь · a6 чёрная пешка · d6 белый ферзь · g6 чёрная пешка · a5 белая пешка · d5 белый конь · e5 чёрная пешка · f5 чёрный конь · h5 чёрная пешка · c4 белая пешка · e4 белый конь · h4 белая пешка · g3 белая пешка · b2 белая ладья · f2 белая пешка · g2 белый слон · b1 белая ладья · h1 белый король | b8 чёрная ладья · c8 чёрный слон · f8 чёрная ладья · h8 чёрный король · b7 чёрная пешка · d7 чёрный конь · g7 чёрный ферзь · a6 чёрная пешка · d6 белый ферзь · g6 чёрная пешка · a5 белая пешка · d5 белый конь · e5 чёрная пешка · f5 чёрный конь · h5 чёрная пешка · c4 белая пешка · e4 белый конь · h4 белая пешка · g3 белая пешка · b2 белая ладья · f2 белая пешка · g2 белый слон · b1 белая ладья · h1 белый король | b8 чёрная ладья · c8 чёрный слон · f8 чёрная ладья · h8 чёрный король · b7 чёрная пешка · d7 чёрный конь · g7 чёрный ферзь · a6 чёрная пешка · d6 белый ферзь · g6 чёрная пешка · a5 белая пешка · d5 белый конь · e5 чёрная пешка · f5 чёрный конь · h5 чёрная пешка · c4 белая пешка · e4 белый конь · h4 белая пешка · g3 белая пешка · b2 белая ладья · f2 белая пешка · g2 белый слон · b1 белая ладья · h1 белый король | b8 чёрная ладья · c8 чёрный слон · f8 чёрная ладья · h8 чёрный король · b7 чёрная пешка · d7 чёрный конь · g7 чёрный ферзь · a6 чёрная пешка · d6 белый ферзь · g6 чёрная пешка · a5 белая пешка · d5 белый конь · e5 чёрная пешка · f5 чёрный конь · h5 чёрная пешка · c4 белая пешка · e4 белый конь · h4 белая пешка · g3 белая пешка · b2 белая ладья · f2 белая пешка · g2 белый слон · b1 белая ладья · h1 белый король | b8 чёрная ладья · c8 чёрный слон · f8 чёрная ладья · h8 чёрный король · b7 чёрная пешка · d7 чёрный конь · g7 чёрный ферзь · a6 чёрная пешка · d6 белый ферзь · g6 чёрная пешка · a5 белая пешка · d5 белый конь · e5 чёрная пешка · f5 чёрный конь · h5 чёрная пешка · c4 белая пешка · e4 белый конь · h4 белая пешка · g3 белая пешка · b2 белая ладья · f2 белая пешка · g2 белый слон · b1 белая ладья · h1 белый король | b8 чёрная ладья · c8 чёрный слон · f8 чёрная ладья · h8 чёрный король · b7 чёрная пешка · d7 чёрный конь · g7 чёрный ферзь · a6 чёрная пешка · d6 белый ферзь · g6 чёрная пешка · a5 белая пешка · d5 белый конь · e5 чёрная пешка · f5 чёрный конь · h5 чёрная пешка · c4 белая пешка · e4 белый конь · h4 белая пешка · g3 белая пешка · b2 белая ладья · f2 белая пешка · g2 белый слон · b1 белая ладья · h1 белый король | 3 |
| 2 | b8 чёрная ладья · c8 чёрный слон · f8 чёрная ладья · h8 чёрный король · b7 чёрная пешка · d7 чёрный конь · g7 чёрный ферзь · a6 чёрная пешка · d6 белый ферзь · g6 чёрная пешка · a5 белая пешка · d5 белый конь · e5 чёрная пешка · f5 чёрный конь · h5 чёрная пешка · c4 белая пешка · e4 белый конь · h4 белая пешка · g3 белая пешка · b2 белая ладья · f2 белая пешка · g2 белый слон · b1 белая ладья · h1 белый король | b8 чёрная ладья · c8 чёрный слон · f8 чёрная ладья · h8 чёрный король · b7 чёрная пешка · d7 чёрный конь · g7 чёрный ферзь · a6 чёрная пешка · d6 белый ферзь · g6 чёрная пешка · a5 белая пешка · d5 белый конь · e5 чёрная пешка · f5 чёрный конь · h5 чёрная пешка · c4 белая пешка · e4 белый конь · h4 белая пешка · g3 белая пешка · b2 белая ладья · f2 белая пешка · g2 белый слон · b1 белая ладья · h1 белый король | b8 чёрная ладья · c8 чёрный слон · f8 чёрная ладья · h8 чёрный король · b7 чёрная пешка · d7 чёрный конь · g7 чёрный ферзь · a6 чёрная пешка · d6 белый ферзь · g6 чёрная пешка · a5 белая пешка · d5 белый конь · e5 чёрная пешка · f5 чёрный конь · h5 чёрная пешка · c4 белая пешка · e4 белый конь · h4 белая пешка · g3 белая пешка · b2 белая ладья · f2 белая пешка · g2 белый слон · b1 белая ладья · h1 белый король | b8 чёрная ладья · c8 чёрный слон · f8 чёрная ладья · h8 чёрный король · b7 чёрная пешка · d7 чёрный конь · g7 чёрный ферзь · a6 чёрная пешка · d6 белый ферзь · g6 чёрная пешка · a5 белая пешка · d5 белый конь · e5 чёрная пешка · f5 чёрный конь · h5 чёрная пешка · c4 белая пешка · e4 белый конь · h4 белая пешка · g3 белая пешка · b2 белая ладья · f2 белая пешка · g2 белый слон · b1 белая ладья · h1 белый король | b8 чёрная ладья · c8 чёрный слон · f8 чёрная ладья · h8 чёрный король · b7 чёрная пешка · d7 чёрный конь · g7 чёрный ферзь · a6 чёрная пешка · d6 белый ферзь · g6 чёрная пешка · a5 белая пешка · d5 белый конь · e5 чёрная пешка · f5 чёрный конь · h5 чёрная пешка · c4 белая пешка · e4 белый конь · h4 белая пешка · g3 белая пешка · b2 белая ладья · f2 белая пешка · g2 белый слон · b1 белая ладья · h1 белый король | b8 чёрная ладья · c8 чёрный слон · f8 чёрная ладья · h8 чёрный король · b7 чёрная пешка · d7 чёрный конь · g7 чёрный ферзь · a6 чёрная пешка · d6 белый ферзь · g6 чёрная пешка · a5 белая пешка · d5 белый конь · e5 чёрная пешка · f5 чёрный конь · h5 чёрная пешка · c4 белая пешка · e4 белый конь · h4 белая пешка · g3 белая пешка · b2 белая ладья · f2 белая пешка · g2 белый слон · b1 белая ладья · h1 белый король | b8 чёрная ладья · c8 чёрный слон · f8 чёрная ладья · h8 чёрный король · b7 чёрная пешка · d7 чёрный конь · g7 чёрный ферзь · a6 чёрная пешка · d6 белый ферзь · g6 чёрная пешка · a5 белая пешка · d5 белый конь · e5 чёрная пешка · f5 чёрный конь · h5 чёрная пешка · c4 белая пешка · e4 белый конь · h4 белая пешка · g3 белая пешка · b2 белая ладья · f2 белая пешка · g2 белый слон · b1 белая ладья · h1 белый король | b8 чёрная ладья · c8 чёрный слон · f8 чёрная ладья · h8 чёрный король · b7 чёрная пешка · d7 чёрный конь · g7 чёрный ферзь · a6 чёрная пешка · d6 белый ферзь · g6 чёрная пешка · a5 белая пешка · d5 белый конь · e5 чёрная пешка · f5 чёрный конь · h5 чёрная пешка · c4 белая пешка · e4 белый конь · h4 белая пешка · g3 белая пешка · b2 белая ладья · f2 белая пешка · g2 белый слон · b1 белая ладья · h1 белый король | 2 |
| 1 | b8 чёрная ладья · c8 чёрный слон · f8 чёрная ладья · h8 чёрный король · b7 чёрная пешка · d7 чёрный конь · g7 чёрный ферзь · a6 чёрная пешка · d6 белый ферзь · g6 чёрная пешка · a5 белая пешка · d5 белый конь · e5 чёрная пешка · f5 чёрный конь · h5 чёрная пешка · c4 белая пешка · e4 белый конь · h4 белая пешка · g3 белая пешка · b2 белая ладья · f2 белая пешка · g2 белый слон · b1 белая ладья · h1 белый король | b8 чёрная ладья · c8 чёрный слон · f8 чёрная ладья · h8 чёрный король · b7 чёрная пешка · d7 чёрный конь · g7 чёрный ферзь · a6 чёрная пешка · d6 белый ферзь · g6 чёрная пешка · a5 белая пешка · d5 белый конь · e5 чёрная пешка · f5 чёрный конь · h5 чёрная пешка · c4 белая пешка · e4 белый конь · h4 белая пешка · g3 белая пешка · b2 белая ладья · f2 белая пешка · g2 белый слон · b1 белая ладья · h1 белый король | b8 чёрная ладья · c8 чёрный слон · f8 чёрная ладья · h8 чёрный король · b7 чёрная пешка · d7 чёрный конь · g7 чёрный ферзь · a6 чёрная пешка · d6 белый ферзь · g6 чёрная пешка · a5 белая пешка · d5 белый конь · e5 чёрная пешка · f5 чёрный конь · h5 чёрная пешка · c4 белая пешка · e4 белый конь · h4 белая пешка · g3 белая пешка · b2 белая ладья · f2 белая пешка · g2 белый слон · b1 белая ладья · h1 белый король | b8 чёрная ладья · c8 чёрный слон · f8 чёрная ладья · h8 чёрный король · b7 чёрная пешка · d7 чёрный конь · g7 чёрный ферзь · a6 чёрная пешка · d6 белый ферзь · g6 чёрная пешка · a5 белая пешка · d5 белый конь · e5 чёрная пешка · f5 чёрный конь · h5 чёрная пешка · c4 белая пешка · e4 белый конь · h4 белая пешка · g3 белая пешка · b2 белая ладья · f2 белая пешка · g2 белый слон · b1 белая ладья · h1 белый король | b8 чёрная ладья · c8 чёрный слон · f8 чёрная ладья · h8 чёрный король · b7 чёрная пешка · d7 чёрный конь · g7 чёрный ферзь · a6 чёрная пешка · d6 белый ферзь · g6 чёрная пешка · a5 белая пешка · d5 белый конь · e5 чёрная пешка · f5 чёрный конь · h5 чёрная пешка · c4 белая пешка · e4 белый конь · h4 белая пешка · g3 белая пешка · b2 белая ладья · f2 белая пешка · g2 белый слон · b1 белая ладья · h1 белый король | b8 чёрная ладья · c8 чёрный слон · f8 чёрная ладья · h8 чёрный король · b7 чёрная пешка · d7 чёрный конь · g7 чёрный ферзь · a6 чёрная пешка · d6 белый ферзь · g6 чёрная пешка · a5 белая пешка · d5 белый конь · e5 чёрная пешка · f5 чёрный конь · h5 чёрная пешка · c4 белая пешка · e4 белый конь · h4 белая пешка · g3 белая пешка · b2 белая ладья · f2 белая пешка · g2 белый слон · b1 белая ладья · h1 белый король | b8 чёрная ладья · c8 чёрный слон · f8 чёрная ладья · h8 чёрный король · b7 чёрная пешка · d7 чёрный конь · g7 чёрный ферзь · a6 чёрная пешка · d6 белый ферзь · g6 чёрная пешка · a5 белая пешка · d5 белый конь · e5 чёрная пешка · f5 чёрный конь · h5 чёрная пешка · c4 белая пешка · e4 белый конь · h4 белая пешка · g3 белая пешка · b2 белая ладья · f2 белая пешка · g2 белый слон · b1 белая ладья · h1 белый король | b8 чёрная ладья · c8 чёрный слон · f8 чёрная ладья · h8 чёрный король · b7 чёрная пешка · d7 чёрный конь · g7 чёрный ферзь · a6 чёрная пешка · d6 белый ферзь · g6 чёрная пешка · a5 белая пешка · d5 белый конь · e5 чёрная пешка · f5 чёрный конь · h5 чёрная пешка · c4 белая пешка · e4 белый конь · h4 белая пешка · g3 белая пешка · b2 белая ладья · f2 белая пешка · g2 белый слон · b1 белая ладья · h1 белый король | 1 |
|   | a | b | c | d | e | f | g | h |   |

В Амстердаме на турнире претендентов 1956 года в партии Тигран Петросян — Давид Бронштейн возникла позиция на диаграмме. Белые стоят лучше и имеют все шансы на выигрыш, однако будущий чемпион мира зевает ферзя:
36. Кg5?? K:d6
Белые сдались. Петросян так прокомментировал зевок:

Комичность зевка в том, что белые оставили ферзя под ударом единственной боеспособной фигуры противника.

### Найджел Шорт — Майя Чибурданидзе, 1985
|   | a | b | c | d | e | f | g | h |   |
| - | --- | --- | --- | --- | --- | --- | --- | --- | - |
| 8 | d8 чёрный конь · f8 чёрная ладья · g8 чёрный король · e7 чёрная пешка · f7 чёрная пешка · h7 чёрная пешка · f6 чёрный конь · g6 чёрная пешка · b5 чёрный ферзь · c5 белый конь · a4 белая ладья · c3 белая пешка · f3 белый слон · b2 белая пешка · d2 белый ферзь · g2 белая пешка · h2 белая пешка · h1 белый король | d8 чёрный конь · f8 чёрная ладья · g8 чёрный король · e7 чёрная пешка · f7 чёрная пешка · h7 чёрная пешка · f6 чёрный конь · g6 чёрная пешка · b5 чёрный ферзь · c5 белый конь · a4 белая ладья · c3 белая пешка · f3 белый слон · b2 белая пешка · d2 белый ферзь · g2 белая пешка · h2 белая пешка · h1 белый король | d8 чёрный конь · f8 чёрная ладья · g8 чёрный король · e7 чёрная пешка · f7 чёрная пешка · h7 чёрная пешка · f6 чёрный конь · g6 чёрная пешка · b5 чёрный ферзь · c5 белый конь · a4 белая ладья · c3 белая пешка · f3 белый слон · b2 белая пешка · d2 белый ферзь · g2 белая пешка · h2 белая пешка · h1 белый король | d8 чёрный конь · f8 чёрная ладья · g8 чёрный король · e7 чёрная пешка · f7 чёрная пешка · h7 чёрная пешка · f6 чёрный конь · g6 чёрная пешка · b5 чёрный ферзь · c5 белый конь · a4 белая ладья · c3 белая пешка · f3 белый слон · b2 белая пешка · d2 белый ферзь · g2 белая пешка · h2 белая пешка · h1 белый король | d8 чёрный конь · f8 чёрная ладья · g8 чёрный король · e7 чёрная пешка · f7 чёрная пешка · h7 чёрная пешка · f6 чёрный конь · g6 чёрная пешка · b5 чёрный ферзь · c5 белый конь · a4 белая ладья · c3 белая пешка · f3 белый слон · b2 белая пешка · d2 белый ферзь · g2 белая пешка · h2 белая пешка · h1 белый король | d8 чёрный конь · f8 чёрная ладья · g8 чёрный король · e7 чёрная пешка · f7 чёрная пешка · h7 чёрная пешка · f6 чёрный конь · g6 чёрная пешка · b5 чёрный ферзь · c5 белый конь · a4 белая ладья · c3 белая пешка · f3 белый слон · b2 белая пешка · d2 белый ферзь · g2 белая пешка · h2 белая пешка · h1 белый король | d8 чёрный конь · f8 чёрная ладья · g8 чёрный король · e7 чёрная пешка · f7 чёрная пешка · h7 чёрная пешка · f6 чёрный конь · g6 чёрная пешка · b5 чёрный ферзь · c5 белый конь · a4 белая ладья · c3 белая пешка · f3 белый слон · b2 белая пешка · d2 белый ферзь · g2 белая пешка · h2 белая пешка · h1 белый король | d8 чёрный конь · f8 чёрная ладья · g8 чёрный король · e7 чёрная пешка · f7 чёрная пешка · h7 чёрная пешка · f6 чёрный конь · g6 чёрная пешка · b5 чёрный ферзь · c5 белый конь · a4 белая ладья · c3 белая пешка · f3 белый слон · b2 белая пешка · d2 белый ферзь · g2 белая пешка · h2 белая пешка · h1 белый король | 8 |
| 7 | d8 чёрный конь · f8 чёрная ладья · g8 чёрный король · e7 чёрная пешка · f7 чёрная пешка · h7 чёрная пешка · f6 чёрный конь · g6 чёрная пешка · b5 чёрный ферзь · c5 белый конь · a4 белая ладья · c3 белая пешка · f3 белый слон · b2 белая пешка · d2 белый ферзь · g2 белая пешка · h2 белая пешка · h1 белый король | d8 чёрный конь · f8 чёрная ладья · g8 чёрный король · e7 чёрная пешка · f7 чёрная пешка · h7 чёрная пешка · f6 чёрный конь · g6 чёрная пешка · b5 чёрный ферзь · c5 белый конь · a4 белая ладья · c3 белая пешка · f3 белый слон · b2 белая пешка · d2 белый ферзь · g2 белая пешка · h2 белая пешка · h1 белый король | d8 чёрный конь · f8 чёрная ладья · g8 чёрный король · e7 чёрная пешка · f7 чёрная пешка · h7 чёрная пешка · f6 чёрный конь · g6 чёрная пешка · b5 чёрный ферзь · c5 белый конь · a4 белая ладья · c3 белая пешка · f3 белый слон · b2 белая пешка · d2 белый ферзь · g2 белая пешка · h2 белая пешка · h1 белый король | d8 чёрный конь · f8 чёрная ладья · g8 чёрный король · e7 чёрная пешка · f7 чёрная пешка · h7 чёрная пешка · f6 чёрный конь · g6 чёрная пешка · b5 чёрный ферзь · c5 белый конь · a4 белая ладья · c3 белая пешка · f3 белый слон · b2 белая пешка · d2 белый ферзь · g2 белая пешка · h2 белая пешка · h1 белый король | d8 чёрный конь · f8 чёрная ладья · g8 чёрный король · e7 чёрная пешка · f7 чёрная пешка · h7 чёрная пешка · f6 чёрный конь · g6 чёрная пешка · b5 чёрный ферзь · c5 белый конь · a4 белая ладья · c3 белая пешка · f3 белый слон · b2 белая пешка · d2 белый ферзь · g2 белая пешка · h2 белая пешка · h1 белый король | d8 чёрный конь · f8 чёрная ладья · g8 чёрный король · e7 чёрная пешка · f7 чёрная пешка · h7 чёрная пешка · f6 чёрный конь · g6 чёрная пешка · b5 чёрный ферзь · c5 белый конь · a4 белая ладья · c3 белая пешка · f3 белый слон · b2 белая пешка · d2 белый ферзь · g2 белая пешка · h2 белая пешка · h1 белый король | d8 чёрный конь · f8 чёрная ладья · g8 чёрный король · e7 чёрная пешка · f7 чёрная пешка · h7 чёрная пешка · f6 чёрный конь · g6 чёрная пешка · b5 чёрный ферзь · c5 белый конь · a4 белая ладья · c3 белая пешка · f3 белый слон · b2 белая пешка · d2 белый ферзь · g2 белая пешка · h2 белая пешка · h1 белый король | d8 чёрный конь · f8 чёрная ладья · g8 чёрный король · e7 чёрная пешка · f7 чёрная пешка · h7 чёрная пешка · f6 чёрный конь · g6 чёрная пешка · b5 чёрный ферзь · c5 белый конь · a4 белая ладья · c3 белая пешка · f3 белый слон · b2 белая пешка · d2 белый ферзь · g2 белая пешка · h2 белая пешка · h1 белый король | 7 |
| 6 | d8 чёрный конь · f8 чёрная ладья · g8 чёрный король · e7 чёрная пешка · f7 чёрная пешка · h7 чёрная пешка · f6 чёрный конь · g6 чёрная пешка · b5 чёрный ферзь · c5 белый конь · a4 белая ладья · c3 белая пешка · f3 белый слон · b2 белая пешка · d2 белый ферзь · g2 белая пешка · h2 белая пешка · h1 белый король | d8 чёрный конь · f8 чёрная ладья · g8 чёрный король · e7 чёрная пешка · f7 чёрная пешка · h7 чёрная пешка · f6 чёрный конь · g6 чёрная пешка · b5 чёрный ферзь · c5 белый конь · a4 белая ладья · c3 белая пешка · f3 белый слон · b2 белая пешка · d2 белый ферзь · g2 белая пешка · h2 белая пешка · h1 белый король | d8 чёрный конь · f8 чёрная ладья · g8 чёрный король · e7 чёрная пешка · f7 чёрная пешка · h7 чёрная пешка · f6 чёрный конь · g6 чёрная пешка · b5 чёрный ферзь · c5 белый конь · a4 белая ладья · c3 белая пешка · f3 белый слон · b2 белая пешка · d2 белый ферзь · g2 белая пешка · h2 белая пешка · h1 белый король | d8 чёрный конь · f8 чёрная ладья · g8 чёрный король · e7 чёрная пешка · f7 чёрная пешка · h7 чёрная пешка · f6 чёрный конь · g6 чёрная пешка · b5 чёрный ферзь · c5 белый конь · a4 белая ладья · c3 белая пешка · f3 белый слон · b2 белая пешка · d2 белый ферзь · g2 белая пешка · h2 белая пешка · h1 белый король | d8 чёрный конь · f8 чёрная ладья · g8 чёрный король · e7 чёрная пешка · f7 чёрная пешка · h7 чёрная пешка · f6 чёрный конь · g6 чёрная пешка · b5 чёрный ферзь · c5 белый конь · a4 белая ладья · c3 белая пешка · f3 белый слон · b2 белая пешка · d2 белый ферзь · g2 белая пешка · h2 белая пешка · h1 белый король | d8 чёрный конь · f8 чёрная ладья · g8 чёрный король · e7 чёрная пешка · f7 чёрная пешка · h7 чёрная пешка · f6 чёрный конь · g6 чёрная пешка · b5 чёрный ферзь · c5 белый конь · a4 белая ладья · c3 белая пешка · f3 белый слон · b2 белая пешка · d2 белый ферзь · g2 белая пешка · h2 белая пешка · h1 белый король | d8 чёрный конь · f8 чёрная ладья · g8 чёрный король · e7 чёрная пешка · f7 чёрная пешка · h7 чёрная пешка · f6 чёрный конь · g6 чёрная пешка · b5 чёрный ферзь · c5 белый конь · a4 белая ладья · c3 белая пешка · f3 белый слон · b2 белая пешка · d2 белый ферзь · g2 белая пешка · h2 белая пешка · h1 белый король | d8 чёрный конь · f8 чёрная ладья · g8 чёрный король · e7 чёрная пешка · f7 чёрная пешка · h7 чёрная пешка · f6 чёрный конь · g6 чёрная пешка · b5 чёрный ферзь · c5 белый конь · a4 белая ладья · c3 белая пешка · f3 белый слон · b2 белая пешка · d2 белый ферзь · g2 белая пешка · h2 белая пешка · h1 белый король | 6 |
| 5 | d8 чёрный конь · f8 чёрная ладья · g8 чёрный король · e7 чёрная пешка · f7 чёрная пешка · h7 чёрная пешка · f6 чёрный конь · g6 чёрная пешка · b5 чёрный ферзь · c5 белый конь · a4 белая ладья · c3 белая пешка · f3 белый слон · b2 белая пешка · d2 белый ферзь · g2 белая пешка · h2 белая пешка · h1 белый король | d8 чёрный конь · f8 чёрная ладья · g8 чёрный король · e7 чёрная пешка · f7 чёрная пешка · h7 чёрная пешка · f6 чёрный конь · g6 чёрная пешка · b5 чёрный ферзь · c5 белый конь · a4 белая ладья · c3 белая пешка · f3 белый слон · b2 белая пешка · d2 белый ферзь · g2 белая пешка · h2 белая пешка · h1 белый король | d8 чёрный конь · f8 чёрная ладья · g8 чёрный король · e7 чёрная пешка · f7 чёрная пешка · h7 чёрная пешка · f6 чёрный конь · g6 чёрная пешка · b5 чёрный ферзь · c5 белый конь · a4 белая ладья · c3 белая пешка · f3 белый слон · b2 белая пешка · d2 белый ферзь · g2 белая пешка · h2 белая пешка · h1 белый король | d8 чёрный конь · f8 чёрная ладья · g8 чёрный король · e7 чёрная пешка · f7 чёрная пешка · h7 чёрная пешка · f6 чёрный конь · g6 чёрная пешка · b5 чёрный ферзь · c5 белый конь · a4 белая ладья · c3 белая пешка · f3 белый слон · b2 белая пешка · d2 белый ферзь · g2 белая пешка · h2 белая пешка · h1 белый король | d8 чёрный конь · f8 чёрная ладья · g8 чёрный король · e7 чёрная пешка · f7 чёрная пешка · h7 чёрная пешка · f6 чёрный конь · g6 чёрная пешка · b5 чёрный ферзь · c5 белый конь · a4 белая ладья · c3 белая пешка · f3 белый слон · b2 белая пешка · d2 белый ферзь · g2 белая пешка · h2 белая пешка · h1 белый король | d8 чёрный конь · f8 чёрная ладья · g8 чёрный король · e7 чёрная пешка · f7 чёрная пешка · h7 чёрная пешка · f6 чёрный конь · g6 чёрная пешка · b5 чёрный ферзь · c5 белый конь · a4 белая ладья · c3 белая пешка · f3 белый слон · b2 белая пешка · d2 белый ферзь · g2 белая пешка · h2 белая пешка · h1 белый король | d8 чёрный конь · f8 чёрная ладья · g8 чёрный король · e7 чёрная пешка · f7 чёрная пешка · h7 чёрная пешка · f6 чёрный конь · g6 чёрная пешка · b5 чёрный ферзь · c5 белый конь · a4 белая ладья · c3 белая пешка · f3 белый слон · b2 белая пешка · d2 белый ферзь · g2 белая пешка · h2 белая пешка · h1 белый король | d8 чёрный конь · f8 чёрная ладья · g8 чёрный король · e7 чёрная пешка · f7 чёрная пешка · h7 чёрная пешка · f6 чёрный конь · g6 чёрная пешка · b5 чёрный ферзь · c5 белый конь · a4 белая ладья · c3 белая пешка · f3 белый слон · b2 белая пешка · d2 белый ферзь · g2 белая пешка · h2 белая пешка · h1 белый король | 5 |
| 4 | d8 чёрный конь · f8 чёрная ладья · g8 чёрный король · e7 чёрная пешка · f7 чёрная пешка · h7 чёрная пешка · f6 чёрный конь · g6 чёрная пешка · b5 чёрный ферзь · c5 белый конь · a4 белая ладья · c3 белая пешка · f3 белый слон · b2 белая пешка · d2 белый ферзь · g2 белая пешка · h2 белая пешка · h1 белый король | d8 чёрный конь · f8 чёрная ладья · g8 чёрный король · e7 чёрная пешка · f7 чёрная пешка · h7 чёрная пешка · f6 чёрный конь · g6 чёрная пешка · b5 чёрный ферзь · c5 белый конь · a4 белая ладья · c3 белая пешка · f3 белый слон · b2 белая пешка · d2 белый ферзь · g2 белая пешка · h2 белая пешка · h1 белый король | d8 чёрный конь · f8 чёрная ладья · g8 чёрный король · e7 чёрная пешка · f7 чёрная пешка · h7 чёрная пешка · f6 чёрный конь · g6 чёрная пешка · b5 чёрный ферзь · c5 белый конь · a4 белая ладья · c3 белая пешка · f3 белый слон · b2 белая пешка · d2 белый ферзь · g2 белая пешка · h2 белая пешка · h1 белый король | d8 чёрный конь · f8 чёрная ладья · g8 чёрный король · e7 чёрная пешка · f7 чёрная пешка · h7 чёрная пешка · f6 чёрный конь · g6 чёрная пешка · b5 чёрный ферзь · c5 белый конь · a4 белая ладья · c3 белая пешка · f3 белый слон · b2 белая пешка · d2 белый ферзь · g2 белая пешка · h2 белая пешка · h1 белый король | d8 чёрный конь · f8 чёрная ладья · g8 чёрный король · e7 чёрная пешка · f7 чёрная пешка · h7 чёрная пешка · f6 чёрный конь · g6 чёрная пешка · b5 чёрный ферзь · c5 белый конь · a4 белая ладья · c3 белая пешка · f3 белый слон · b2 белая пешка · d2 белый ферзь · g2 белая пешка · h2 белая пешка · h1 белый король | d8 чёрный конь · f8 чёрная ладья · g8 чёрный король · e7 чёрная пешка · f7 чёрная пешка · h7 чёрная пешка · f6 чёрный конь · g6 чёрная пешка · b5 чёрный ферзь · c5 белый конь · a4 белая ладья · c3 белая пешка · f3 белый слон · b2 белая пешка · d2 белый ферзь · g2 белая пешка · h2 белая пешка · h1 белый король | d8 чёрный конь · f8 чёрная ладья · g8 чёрный король · e7 чёрная пешка · f7 чёрная пешка · h7 чёрная пешка · f6 чёрный конь · g6 чёрная пешка · b5 чёрный ферзь · c5 белый конь · a4 белая ладья · c3 белая пешка · f3 белый слон · b2 белая пешка · d2 белый ферзь · g2 белая пешка · h2 белая пешка · h1 белый король | d8 чёрный конь · f8 чёрная ладья · g8 чёрный король · e7 чёрная пешка · f7 чёрная пешка · h7 чёрная пешка · f6 чёрный конь · g6 чёрная пешка · b5 чёрный ферзь · c5 белый конь · a4 белая ладья · c3 белая пешка · f3 белый слон · b2 белая пешка · d2 белый ферзь · g2 белая пешка · h2 белая пешка · h1 белый король | 4 |
| 3 | d8 чёрный конь · f8 чёрная ладья · g8 чёрный король · e7 чёрная пешка · f7 чёрная пешка · h7 чёрная пешка · f6 чёрный конь · g6 чёрная пешка · b5 чёрный ферзь · c5 белый конь · a4 белая ладья · c3 белая пешка · f3 белый слон · b2 белая пешка · d2 белый ферзь · g2 белая пешка · h2 белая пешка · h1 белый король | d8 чёрный конь · f8 чёрная ладья · g8 чёрный король · e7 чёрная пешка · f7 чёрная пешка · h7 чёрная пешка · f6 чёрный конь · g6 чёрная пешка · b5 чёрный ферзь · c5 белый конь · a4 белая ладья · c3 белая пешка · f3 белый слон · b2 белая пешка · d2 белый ферзь · g2 белая пешка · h2 белая пешка · h1 белый король | d8 чёрный конь · f8 чёрная ладья · g8 чёрный король · e7 чёрная пешка · f7 чёрная пешка · h7 чёрная пешка · f6 чёрный конь · g6 чёрная пешка · b5 чёрный ферзь · c5 белый конь · a4 белая ладья · c3 белая пешка · f3 белый слон · b2 белая пешка · d2 белый ферзь · g2 белая пешка · h2 белая пешка · h1 белый король | d8 чёрный конь · f8 чёрная ладья · g8 чёрный король · e7 чёрная пешка · f7 чёрная пешка · h7 чёрная пешка · f6 чёрный конь · g6 чёрная пешка · b5 чёрный ферзь · c5 белый конь · a4 белая ладья · c3 белая пешка · f3 белый слон · b2 белая пешка · d2 белый ферзь · g2 белая пешка · h2 белая пешка · h1 белый король | d8 чёрный конь · f8 чёрная ладья · g8 чёрный король · e7 чёрная пешка · f7 чёрная пешка · h7 чёрная пешка · f6 чёрный конь · g6 чёрная пешка · b5 чёрный ферзь · c5 белый конь · a4 белая ладья · c3 белая пешка · f3 белый слон · b2 белая пешка · d2 белый ферзь · g2 белая пешка · h2 белая пешка · h1 белый король | d8 чёрный конь · f8 чёрная ладья · g8 чёрный король · e7 чёрная пешка · f7 чёрная пешка · h7 чёрная пешка · f6 чёрный конь · g6 чёрная пешка · b5 чёрный ферзь · c5 белый конь · a4 белая ладья · c3 белая пешка · f3 белый слон · b2 белая пешка · d2 белый ферзь · g2 белая пешка · h2 белая пешка · h1 белый король | d8 чёрный конь · f8 чёрная ладья · g8 чёрный король · e7 чёрная пешка · f7 чёрная пешка · h7 чёрная пешка · f6 чёрный конь · g6 чёрная пешка · b5 чёрный ферзь · c5 белый конь · a4 белая ладья · c3 белая пешка · f3 белый слон · b2 белая пешка · d2 белый ферзь · g2 белая пешка · h2 белая пешка · h1 белый король | d8 чёрный конь · f8 чёрная ладья · g8 чёрный король · e7 чёрная пешка · f7 чёрная пешка · h7 чёрная пешка · f6 чёрный конь · g6 чёрная пешка · b5 чёрный ферзь · c5 белый конь · a4 белая ладья · c3 белая пешка · f3 белый слон · b2 белая пешка · d2 белый ферзь · g2 белая пешка · h2 белая пешка · h1 белый король | 3 |
| 2 | d8 чёрный конь · f8 чёрная ладья · g8 чёрный король · e7 чёрная пешка · f7 чёрная пешка · h7 чёрная пешка · f6 чёрный конь · g6 чёрная пешка · b5 чёрный ферзь · c5 белый конь · a4 белая ладья · c3 белая пешка · f3 белый слон · b2 белая пешка · d2 белый ферзь · g2 белая пешка · h2 белая пешка · h1 белый король | d8 чёрный конь · f8 чёрная ладья · g8 чёрный король · e7 чёрная пешка · f7 чёрная пешка · h7 чёрная пешка · f6 чёрный конь · g6 чёрная пешка · b5 чёрный ферзь · c5 белый конь · a4 белая ладья · c3 белая пешка · f3 белый слон · b2 белая пешка · d2 белый ферзь · g2 белая пешка · h2 белая пешка · h1 белый король | d8 чёрный конь · f8 чёрная ладья · g8 чёрный король · e7 чёрная пешка · f7 чёрная пешка · h7 чёрная пешка · f6 чёрный конь · g6 чёрная пешка · b5 чёрный ферзь · c5 белый конь · a4 белая ладья · c3 белая пешка · f3 белый слон · b2 белая пешка · d2 белый ферзь · g2 белая пешка · h2 белая пешка · h1 белый король | d8 чёрный конь · f8 чёрная ладья · g8 чёрный король · e7 чёрная пешка · f7 чёрная пешка · h7 чёрная пешка · f6 чёрный конь · g6 чёрная пешка · b5 чёрный ферзь · c5 белый конь · a4 белая ладья · c3 белая пешка · f3 белый слон · b2 белая пешка · d2 белый ферзь · g2 белая пешка · h2 белая пешка · h1 белый король | d8 чёрный конь · f8 чёрная ладья · g8 чёрный король · e7 чёрная пешка · f7 чёрная пешка · h7 чёрная пешка · f6 чёрный конь · g6 чёрная пешка · b5 чёрный ферзь · c5 белый конь · a4 белая ладья · c3 белая пешка · f3 белый слон · b2 белая пешка · d2 белый ферзь · g2 белая пешка · h2 белая пешка · h1 белый король | d8 чёрный конь · f8 чёрная ладья · g8 чёрный король · e7 чёрная пешка · f7 чёрная пешка · h7 чёрная пешка · f6 чёрный конь · g6 чёрная пешка · b5 чёрный ферзь · c5 белый конь · a4 белая ладья · c3 белая пешка · f3 белый слон · b2 белая пешка · d2 белый ферзь · g2 белая пешка · h2 белая пешка · h1 белый король | d8 чёрный конь · f8 чёрная ладья · g8 чёрный король · e7 чёрная пешка · f7 чёрная пешка · h7 чёрная пешка · f6 чёрный конь · g6 чёрная пешка · b5 чёрный ферзь · c5 белый конь · a4 белая ладья · c3 белая пешка · f3 белый слон · b2 белая пешка · d2 белый ферзь · g2 белая пешка · h2 белая пешка · h1 белый король | d8 чёрный конь · f8 чёрная ладья · g8 чёрный король · e7 чёрная пешка · f7 чёрная пешка · h7 чёрная пешка · f6 чёрный конь · g6 чёрная пешка · b5 чёрный ферзь · c5 белый конь · a4 белая ладья · c3 белая пешка · f3 белый слон · b2 белая пешка · d2 белый ферзь · g2 белая пешка · h2 белая пешка · h1 белый король | 2 |
| 1 | d8 чёрный конь · f8 чёрная ладья · g8 чёрный король · e7 чёрная пешка · f7 чёрная пешка · h7 чёрная пешка · f6 чёрный конь · g6 чёрная пешка · b5 чёрный ферзь · c5 белый конь · a4 белая ладья · c3 белая пешка · f3 белый слон · b2 белая пешка · d2 белый ферзь · g2 белая пешка · h2 белая пешка · h1 белый король | d8 чёрный конь · f8 чёрная ладья · g8 чёрный король · e7 чёрная пешка · f7 чёрная пешка · h7 чёрная пешка · f6 чёрный конь · g6 чёрная пешка · b5 чёрный ферзь · c5 белый конь · a4 белая ладья · c3 белая пешка · f3 белый слон · b2 белая пешка · d2 белый ферзь · g2 белая пешка · h2 белая пешка · h1 белый король | d8 чёрный конь · f8 чёрная ладья · g8 чёрный король · e7 чёрная пешка · f7 чёрная пешка · h7 чёрная пешка · f6 чёрный конь · g6 чёрная пешка · b5 чёрный ферзь · c5 белый конь · a4 белая ладья · c3 белая пешка · f3 белый слон · b2 белая пешка · d2 белый ферзь · g2 белая пешка · h2 белая пешка · h1 белый король | d8 чёрный конь · f8 чёрная ладья · g8 чёрный король · e7 чёрная пешка · f7 чёрная пешка · h7 чёрная пешка · f6 чёрный конь · g6 чёрная пешка · b5 чёрный ферзь · c5 белый конь · a4 белая ладья · c3 белая пешка · f3 белый слон · b2 белая пешка · d2 белый ферзь · g2 белая пешка · h2 белая пешка · h1 белый король | d8 чёрный конь · f8 чёрная ладья · g8 чёрный король · e7 чёрная пешка · f7 чёрная пешка · h7 чёрная пешка · f6 чёрный конь · g6 чёрная пешка · b5 чёрный ферзь · c5 белый конь · a4 белая ладья · c3 белая пешка · f3 белый слон · b2 белая пешка · d2 белый ферзь · g2 белая пешка · h2 белая пешка · h1 белый король | d8 чёрный конь · f8 чёрная ладья · g8 чёрный король · e7 чёрная пешка · f7 чёрная пешка · h7 чёрная пешка · f6 чёрный конь · g6 чёрная пешка · b5 чёрный ферзь · c5 белый конь · a4 белая ладья · c3 белая пешка · f3 белый слон · b2 белая пешка · d2 белый ферзь · g2 белая пешка · h2 белая пешка · h1 белый король | d8 чёрный конь · f8 чёрная ладья · g8 чёрный король · e7 чёрная пешка · f7 чёрная пешка · h7 чёрная пешка · f6 чёрный конь · g6 чёрная пешка · b5 чёрный ферзь · c5 белый конь · a4 белая ладья · c3 белая пешка · f3 белый слон · b2 белая пешка · d2 белый ферзь · g2 белая пешка · h2 белая пешка · h1 белый король | d8 чёрный конь · f8 чёрная ладья · g8 чёрный король · e7 чёрная пешка · f7 чёрная пешка · h7 чёрная пешка · f6 чёрный конь · g6 чёрная пешка · b5 чёрный ферзь · c5 белый конь · a4 белая ладья · c3 белая пешка · f3 белый слон · b2 белая пешка · d2 белый ферзь · g2 белая пешка · h2 белая пешка · h1 белый король | 1 |
|   | a | b | c | d | e | f | g | h |   |

В 1985 году в партии Найджел Шорт — Майя Чибурданидзе возникла позиция на диаграмме после 30-го хода. Английский гроссмейстер увидел, что чёрный ферзь атакует белого коня, и потому защитил его:
31. b4??
Однако он проглядел, что ферзь также угрожает поставить мат.
31… Фf1#
Вместо хода пешки следовало одновременно защитить коня и поле f1 ферзём. 31. Фf2

### Александр Белявский — Лейф Йоханнессен, 2002
|   | a | b | c | d | e | f | g | h |   |
| - | --- | --- | --- | --- | --- | --- | --- | --- | - |
| 8 | f7 чёрная пешка · h7 чёрный король · c6 чёрная пешка · g6 чёрная пешка · d5 чёрная пешка · f5 белая пешка · g5 белый ферзь · h5 чёрная пешка · d4 белая пешка · h4 белая пешка · e3 белая пешка · f3 белая пешка · g3 белый король · b1 чёрный ферзь | f7 чёрная пешка · h7 чёрный король · c6 чёрная пешка · g6 чёрная пешка · d5 чёрная пешка · f5 белая пешка · g5 белый ферзь · h5 чёрная пешка · d4 белая пешка · h4 белая пешка · e3 белая пешка · f3 белая пешка · g3 белый король · b1 чёрный ферзь | f7 чёрная пешка · h7 чёрный король · c6 чёрная пешка · g6 чёрная пешка · d5 чёрная пешка · f5 белая пешка · g5 белый ферзь · h5 чёрная пешка · d4 белая пешка · h4 белая пешка · e3 белая пешка · f3 белая пешка · g3 белый король · b1 чёрный ферзь | f7 чёрная пешка · h7 чёрный король · c6 чёрная пешка · g6 чёрная пешка · d5 чёрная пешка · f5 белая пешка · g5 белый ферзь · h5 чёрная пешка · d4 белая пешка · h4 белая пешка · e3 белая пешка · f3 белая пешка · g3 белый король · b1 чёрный ферзь | f7 чёрная пешка · h7 чёрный король · c6 чёрная пешка · g6 чёрная пешка · d5 чёрная пешка · f5 белая пешка · g5 белый ферзь · h5 чёрная пешка · d4 белая пешка · h4 белая пешка · e3 белая пешка · f3 белая пешка · g3 белый король · b1 чёрный ферзь | f7 чёрная пешка · h7 чёрный король · c6 чёрная пешка · g6 чёрная пешка · d5 чёрная пешка · f5 белая пешка · g5 белый ферзь · h5 чёрная пешка · d4 белая пешка · h4 белая пешка · e3 белая пешка · f3 белая пешка · g3 белый король · b1 чёрный ферзь | f7 чёрная пешка · h7 чёрный король · c6 чёрная пешка · g6 чёрная пешка · d5 чёрная пешка · f5 белая пешка · g5 белый ферзь · h5 чёрная пешка · d4 белая пешка · h4 белая пешка · e3 белая пешка · f3 белая пешка · g3 белый король · b1 чёрный ферзь | f7 чёрная пешка · h7 чёрный король · c6 чёрная пешка · g6 чёрная пешка · d5 чёрная пешка · f5 белая пешка · g5 белый ферзь · h5 чёрная пешка · d4 белая пешка · h4 белая пешка · e3 белая пешка · f3 белая пешка · g3 белый король · b1 чёрный ферзь | 8 |
| 7 | f7 чёрная пешка · h7 чёрный король · c6 чёрная пешка · g6 чёрная пешка · d5 чёрная пешка · f5 белая пешка · g5 белый ферзь · h5 чёрная пешка · d4 белая пешка · h4 белая пешка · e3 белая пешка · f3 белая пешка · g3 белый король · b1 чёрный ферзь | f7 чёрная пешка · h7 чёрный король · c6 чёрная пешка · g6 чёрная пешка · d5 чёрная пешка · f5 белая пешка · g5 белый ферзь · h5 чёрная пешка · d4 белая пешка · h4 белая пешка · e3 белая пешка · f3 белая пешка · g3 белый король · b1 чёрный ферзь | f7 чёрная пешка · h7 чёрный король · c6 чёрная пешка · g6 чёрная пешка · d5 чёрная пешка · f5 белая пешка · g5 белый ферзь · h5 чёрная пешка · d4 белая пешка · h4 белая пешка · e3 белая пешка · f3 белая пешка · g3 белый король · b1 чёрный ферзь | f7 чёрная пешка · h7 чёрный король · c6 чёрная пешка · g6 чёрная пешка · d5 чёрная пешка · f5 белая пешка · g5 белый ферзь · h5 чёрная пешка · d4 белая пешка · h4 белая пешка · e3 белая пешка · f3 белая пешка · g3 белый король · b1 чёрный ферзь | f7 чёрная пешка · h7 чёрный король · c6 чёрная пешка · g6 чёрная пешка · d5 чёрная пешка · f5 белая пешка · g5 белый ферзь · h5 чёрная пешка · d4 белая пешка · h4 белая пешка · e3 белая пешка · f3 белая пешка · g3 белый король · b1 чёрный ферзь | f7 чёрная пешка · h7 чёрный король · c6 чёрная пешка · g6 чёрная пешка · d5 чёрная пешка · f5 белая пешка · g5 белый ферзь · h5 чёрная пешка · d4 белая пешка · h4 белая пешка · e3 белая пешка · f3 белая пешка · g3 белый король · b1 чёрный ферзь | f7 чёрная пешка · h7 чёрный король · c6 чёрная пешка · g6 чёрная пешка · d5 чёрная пешка · f5 белая пешка · g5 белый ферзь · h5 чёрная пешка · d4 белая пешка · h4 белая пешка · e3 белая пешка · f3 белая пешка · g3 белый король · b1 чёрный ферзь | f7 чёрная пешка · h7 чёрный король · c6 чёрная пешка · g6 чёрная пешка · d5 чёрная пешка · f5 белая пешка · g5 белый ферзь · h5 чёрная пешка · d4 белая пешка · h4 белая пешка · e3 белая пешка · f3 белая пешка · g3 белый король · b1 чёрный ферзь | 7 |
| 6 | f7 чёрная пешка · h7 чёрный король · c6 чёрная пешка · g6 чёрная пешка · d5 чёрная пешка · f5 белая пешка · g5 белый ферзь · h5 чёрная пешка · d4 белая пешка · h4 белая пешка · e3 белая пешка · f3 белая пешка · g3 белый король · b1 чёрный ферзь | f7 чёрная пешка · h7 чёрный король · c6 чёрная пешка · g6 чёрная пешка · d5 чёрная пешка · f5 белая пешка · g5 белый ферзь · h5 чёрная пешка · d4 белая пешка · h4 белая пешка · e3 белая пешка · f3 белая пешка · g3 белый король · b1 чёрный ферзь | f7 чёрная пешка · h7 чёрный король · c6 чёрная пешка · g6 чёрная пешка · d5 чёрная пешка · f5 белая пешка · g5 белый ферзь · h5 чёрная пешка · d4 белая пешка · h4 белая пешка · e3 белая пешка · f3 белая пешка · g3 белый король · b1 чёрный ферзь | f7 чёрная пешка · h7 чёрный король · c6 чёрная пешка · g6 чёрная пешка · d5 чёрная пешка · f5 белая пешка · g5 белый ферзь · h5 чёрная пешка · d4 белая пешка · h4 белая пешка · e3 белая пешка · f3 белая пешка · g3 белый король · b1 чёрный ферзь | f7 чёрная пешка · h7 чёрный король · c6 чёрная пешка · g6 чёрная пешка · d5 чёрная пешка · f5 белая пешка · g5 белый ферзь · h5 чёрная пешка · d4 белая пешка · h4 белая пешка · e3 белая пешка · f3 белая пешка · g3 белый король · b1 чёрный ферзь | f7 чёрная пешка · h7 чёрный король · c6 чёрная пешка · g6 чёрная пешка · d5 чёрная пешка · f5 белая пешка · g5 белый ферзь · h5 чёрная пешка · d4 белая пешка · h4 белая пешка · e3 белая пешка · f3 белая пешка · g3 белый король · b1 чёрный ферзь | f7 чёрная пешка · h7 чёрный король · c6 чёрная пешка · g6 чёрная пешка · d5 чёрная пешка · f5 белая пешка · g5 белый ферзь · h5 чёрная пешка · d4 белая пешка · h4 белая пешка · e3 белая пешка · f3 белая пешка · g3 белый король · b1 чёрный ферзь | f7 чёрная пешка · h7 чёрный король · c6 чёрная пешка · g6 чёрная пешка · d5 чёрная пешка · f5 белая пешка · g5 белый ферзь · h5 чёрная пешка · d4 белая пешка · h4 белая пешка · e3 белая пешка · f3 белая пешка · g3 белый король · b1 чёрный ферзь | 6 |
| 5 | f7 чёрная пешка · h7 чёрный король · c6 чёрная пешка · g6 чёрная пешка · d5 чёрная пешка · f5 белая пешка · g5 белый ферзь · h5 чёрная пешка · d4 белая пешка · h4 белая пешка · e3 белая пешка · f3 белая пешка · g3 белый король · b1 чёрный ферзь | f7 чёрная пешка · h7 чёрный король · c6 чёрная пешка · g6 чёрная пешка · d5 чёрная пешка · f5 белая пешка · g5 белый ферзь · h5 чёрная пешка · d4 белая пешка · h4 белая пешка · e3 белая пешка · f3 белая пешка · g3 белый король · b1 чёрный ферзь | f7 чёрная пешка · h7 чёрный король · c6 чёрная пешка · g6 чёрная пешка · d5 чёрная пешка · f5 белая пешка · g5 белый ферзь · h5 чёрная пешка · d4 белая пешка · h4 белая пешка · e3 белая пешка · f3 белая пешка · g3 белый король · b1 чёрный ферзь | f7 чёрная пешка · h7 чёрный король · c6 чёрная пешка · g6 чёрная пешка · d5 чёрная пешка · f5 белая пешка · g5 белый ферзь · h5 чёрная пешка · d4 белая пешка · h4 белая пешка · e3 белая пешка · f3 белая пешка · g3 белый король · b1 чёрный ферзь | f7 чёрная пешка · h7 чёрный король · c6 чёрная пешка · g6 чёрная пешка · d5 чёрная пешка · f5 белая пешка · g5 белый ферзь · h5 чёрная пешка · d4 белая пешка · h4 белая пешка · e3 белая пешка · f3 белая пешка · g3 белый король · b1 чёрный ферзь | f7 чёрная пешка · h7 чёрный король · c6 чёрная пешка · g6 чёрная пешка · d5 чёрная пешка · f5 белая пешка · g5 белый ферзь · h5 чёрная пешка · d4 белая пешка · h4 белая пешка · e3 белая пешка · f3 белая пешка · g3 белый король · b1 чёрный ферзь | f7 чёрная пешка · h7 чёрный король · c6 чёрная пешка · g6 чёрная пешка · d5 чёрная пешка · f5 белая пешка · g5 белый ферзь · h5 чёрная пешка · d4 белая пешка · h4 белая пешка · e3 белая пешка · f3 белая пешка · g3 белый король · b1 чёрный ферзь | f7 чёрная пешка · h7 чёрный король · c6 чёрная пешка · g6 чёрная пешка · d5 чёрная пешка · f5 белая пешка · g5 белый ферзь · h5 чёрная пешка · d4 белая пешка · h4 белая пешка · e3 белая пешка · f3 белая пешка · g3 белый король · b1 чёрный ферзь | 5 |
| 4 | f7 чёрная пешка · h7 чёрный король · c6 чёрная пешка · g6 чёрная пешка · d5 чёрная пешка · f5 белая пешка · g5 белый ферзь · h5 чёрная пешка · d4 белая пешка · h4 белая пешка · e3 белая пешка · f3 белая пешка · g3 белый король · b1 чёрный ферзь | f7 чёрная пешка · h7 чёрный король · c6 чёрная пешка · g6 чёрная пешка · d5 чёрная пешка · f5 белая пешка · g5 белый ферзь · h5 чёрная пешка · d4 белая пешка · h4 белая пешка · e3 белая пешка · f3 белая пешка · g3 белый король · b1 чёрный ферзь | f7 чёрная пешка · h7 чёрный король · c6 чёрная пешка · g6 чёрная пешка · d5 чёрная пешка · f5 белая пешка · g5 белый ферзь · h5 чёрная пешка · d4 белая пешка · h4 белая пешка · e3 белая пешка · f3 белая пешка · g3 белый король · b1 чёрный ферзь | f7 чёрная пешка · h7 чёрный король · c6 чёрная пешка · g6 чёрная пешка · d5 чёрная пешка · f5 белая пешка · g5 белый ферзь · h5 чёрная пешка · d4 белая пешка · h4 белая пешка · e3 белая пешка · f3 белая пешка · g3 белый король · b1 чёрный ферзь | f7 чёрная пешка · h7 чёрный король · c6 чёрная пешка · g6 чёрная пешка · d5 чёрная пешка · f5 белая пешка · g5 белый ферзь · h5 чёрная пешка · d4 белая пешка · h4 белая пешка · e3 белая пешка · f3 белая пешка · g3 белый король · b1 чёрный ферзь | f7 чёрная пешка · h7 чёрный король · c6 чёрная пешка · g6 чёрная пешка · d5 чёрная пешка · f5 белая пешка · g5 белый ферзь · h5 чёрная пешка · d4 белая пешка · h4 белая пешка · e3 белая пешка · f3 белая пешка · g3 белый король · b1 чёрный ферзь | f7 чёрная пешка · h7 чёрный король · c6 чёрная пешка · g6 чёрная пешка · d5 чёрная пешка · f5 белая пешка · g5 белый ферзь · h5 чёрная пешка · d4 белая пешка · h4 белая пешка · e3 белая пешка · f3 белая пешка · g3 белый король · b1 чёрный ферзь | f7 чёрная пешка · h7 чёрный король · c6 чёрная пешка · g6 чёрная пешка · d5 чёрная пешка · f5 белая пешка · g5 белый ферзь · h5 чёрная пешка · d4 белая пешка · h4 белая пешка · e3 белая пешка · f3 белая пешка · g3 белый король · b1 чёрный ферзь | 4 |
| 3 | f7 чёрная пешка · h7 чёрный король · c6 чёрная пешка · g6 чёрная пешка · d5 чёрная пешка · f5 белая пешка · g5 белый ферзь · h5 чёрная пешка · d4 белая пешка · h4 белая пешка · e3 белая пешка · f3 белая пешка · g3 белый король · b1 чёрный ферзь | f7 чёрная пешка · h7 чёрный король · c6 чёрная пешка · g6 чёрная пешка · d5 чёрная пешка · f5 белая пешка · g5 белый ферзь · h5 чёрная пешка · d4 белая пешка · h4 белая пешка · e3 белая пешка · f3 белая пешка · g3 белый король · b1 чёрный ферзь | f7 чёрная пешка · h7 чёрный король · c6 чёрная пешка · g6 чёрная пешка · d5 чёрная пешка · f5 белая пешка · g5 белый ферзь · h5 чёрная пешка · d4 белая пешка · h4 белая пешка · e3 белая пешка · f3 белая пешка · g3 белый король · b1 чёрный ферзь | f7 чёрная пешка · h7 чёрный король · c6 чёрная пешка · g6 чёрная пешка · d5 чёрная пешка · f5 белая пешка · g5 белый ферзь · h5 чёрная пешка · d4 белая пешка · h4 белая пешка · e3 белая пешка · f3 белая пешка · g3 белый король · b1 чёрный ферзь | f7 чёрная пешка · h7 чёрный король · c6 чёрная пешка · g6 чёрная пешка · d5 чёрная пешка · f5 белая пешка · g5 белый ферзь · h5 чёрная пешка · d4 белая пешка · h4 белая пешка · e3 белая пешка · f3 белая пешка · g3 белый король · b1 чёрный ферзь | f7 чёрная пешка · h7 чёрный король · c6 чёрная пешка · g6 чёрная пешка · d5 чёрная пешка · f5 белая пешка · g5 белый ферзь · h5 чёрная пешка · d4 белая пешка · h4 белая пешка · e3 белая пешка · f3 белая пешка · g3 белый король · b1 чёрный ферзь | f7 чёрная пешка · h7 чёрный король · c6 чёрная пешка · g6 чёрная пешка · d5 чёрная пешка · f5 белая пешка · g5 белый ферзь · h5 чёрная пешка · d4 белая пешка · h4 белая пешка · e3 белая пешка · f3 белая пешка · g3 белый король · b1 чёрный ферзь | f7 чёрная пешка · h7 чёрный король · c6 чёрная пешка · g6 чёрная пешка · d5 чёрная пешка · f5 белая пешка · g5 белый ферзь · h5 чёрная пешка · d4 белая пешка · h4 белая пешка · e3 белая пешка · f3 белая пешка · g3 белый король · b1 чёрный ферзь | 3 |
| 2 | f7 чёрная пешка · h7 чёрный король · c6 чёрная пешка · g6 чёрная пешка · d5 чёрная пешка · f5 белая пешка · g5 белый ферзь · h5 чёрная пешка · d4 белая пешка · h4 белая пешка · e3 белая пешка · f3 белая пешка · g3 белый король · b1 чёрный ферзь | f7 чёрная пешка · h7 чёрный король · c6 чёрная пешка · g6 чёрная пешка · d5 чёрная пешка · f5 белая пешка · g5 белый ферзь · h5 чёрная пешка · d4 белая пешка · h4 белая пешка · e3 белая пешка · f3 белая пешка · g3 белый король · b1 чёрный ферзь | f7 чёрная пешка · h7 чёрный король · c6 чёрная пешка · g6 чёрная пешка · d5 чёрная пешка · f5 белая пешка · g5 белый ферзь · h5 чёрная пешка · d4 белая пешка · h4 белая пешка · e3 белая пешка · f3 белая пешка · g3 белый король · b1 чёрный ферзь | f7 чёрная пешка · h7 чёрный король · c6 чёрная пешка · g6 чёрная пешка · d5 чёрная пешка · f5 белая пешка · g5 белый ферзь · h5 чёрная пешка · d4 белая пешка · h4 белая пешка · e3 белая пешка · f3 белая пешка · g3 белый король · b1 чёрный ферзь | f7 чёрная пешка · h7 чёрный король · c6 чёрная пешка · g6 чёрная пешка · d5 чёрная пешка · f5 белая пешка · g5 белый ферзь · h5 чёрная пешка · d4 белая пешка · h4 белая пешка · e3 белая пешка · f3 белая пешка · g3 белый король · b1 чёрный ферзь | f7 чёрная пешка · h7 чёрный король · c6 чёрная пешка · g6 чёрная пешка · d5 чёрная пешка · f5 белая пешка · g5 белый ферзь · h5 чёрная пешка · d4 белая пешка · h4 белая пешка · e3 белая пешка · f3 белая пешка · g3 белый король · b1 чёрный ферзь | f7 чёрная пешка · h7 чёрный король · c6 чёрная пешка · g6 чёрная пешка · d5 чёрная пешка · f5 белая пешка · g5 белый ферзь · h5 чёрная пешка · d4 белая пешка · h4 белая пешка · e3 белая пешка · f3 белая пешка · g3 белый король · b1 чёрный ферзь | f7 чёрная пешка · h7 чёрный король · c6 чёрная пешка · g6 чёрная пешка · d5 чёрная пешка · f5 белая пешка · g5 белый ферзь · h5 чёрная пешка · d4 белая пешка · h4 белая пешка · e3 белая пешка · f3 белая пешка · g3 белый король · b1 чёрный ферзь | 2 |
| 1 | f7 чёрная пешка · h7 чёрный король · c6 чёрная пешка · g6 чёрная пешка · d5 чёрная пешка · f5 белая пешка · g5 белый ферзь · h5 чёрная пешка · d4 белая пешка · h4 белая пешка · e3 белая пешка · f3 белая пешка · g3 белый король · b1 чёрный ферзь | f7 чёрная пешка · h7 чёрный король · c6 чёрная пешка · g6 чёрная пешка · d5 чёрная пешка · f5 белая пешка · g5 белый ферзь · h5 чёрная пешка · d4 белая пешка · h4 белая пешка · e3 белая пешка · f3 белая пешка · g3 белый король · b1 чёрный ферзь | f7 чёрная пешка · h7 чёрный король · c6 чёрная пешка · g6 чёрная пешка · d5 чёрная пешка · f5 белая пешка · g5 белый ферзь · h5 чёрная пешка · d4 белая пешка · h4 белая пешка · e3 белая пешка · f3 белая пешка · g3 белый король · b1 чёрный ферзь | f7 чёрная пешка · h7 чёрный король · c6 чёрная пешка · g6 чёрная пешка · d5 чёрная пешка · f5 белая пешка · g5 белый ферзь · h5 чёрная пешка · d4 белая пешка · h4 белая пешка · e3 белая пешка · f3 белая пешка · g3 белый король · b1 чёрный ферзь | f7 чёрная пешка · h7 чёрный король · c6 чёрная пешка · g6 чёрная пешка · d5 чёрная пешка · f5 белая пешка · g5 белый ферзь · h5 чёрная пешка · d4 белая пешка · h4 белая пешка · e3 белая пешка · f3 белая пешка · g3 белый король · b1 чёрный ферзь | f7 чёрная пешка · h7 чёрный король · c6 чёрная пешка · g6 чёрная пешка · d5 чёрная пешка · f5 белая пешка · g5 белый ферзь · h5 чёрная пешка · d4 белая пешка · h4 белая пешка · e3 белая пешка · f3 белая пешка · g3 белый король · b1 чёрный ферзь | f7 чёрная пешка · h7 чёрный король · c6 чёрная пешка · g6 чёрная пешка · d5 чёрная пешка · f5 белая пешка · g5 белый ферзь · h5 чёрная пешка · d4 белая пешка · h4 белая пешка · e3 белая пешка · f3 белая пешка · g3 белый король · b1 чёрный ферзь | f7 чёрная пешка · h7 чёрный король · c6 чёрная пешка · g6 чёрная пешка · d5 чёрная пешка · f5 белая пешка · g5 белый ферзь · h5 чёрная пешка · d4 белая пешка · h4 белая пешка · e3 белая пешка · f3 белая пешка · g3 белый король · b1 чёрный ферзь | 1 |
|   | a | b | c | d | e | f | g | h |   |

В партии Александр Белявский — Лейф Йоханнессен 2002 года в Линаресе украинский гроссмейстер централизует своего короля без предварительного размена 69. fg+ fg, создавая тем самым условия постановки мата для чёрных.
69. Крf4?? Фb8#

### Deep Fritz — Владимир Крамник, 2006
|   | a | b | c | d | e | f | g | h |   |
| - | --- | --- | --- | --- | --- | --- | --- | --- | - |
| 8 | f8 белый конь · h8 чёрный король · a7 чёрный ферзь · g7 чёрная пешка · h6 чёрная пешка · e5 белая пешка · a4 чёрная пешка · b4 чёрная пешка · e4 белый ферзь · b2 белая пешка · g2 белая пешка · h2 белая пешка · c1 чёрный слон · h1 белый король | f8 белый конь · h8 чёрный король · a7 чёрный ферзь · g7 чёрная пешка · h6 чёрная пешка · e5 белая пешка · a4 чёрная пешка · b4 чёрная пешка · e4 белый ферзь · b2 белая пешка · g2 белая пешка · h2 белая пешка · c1 чёрный слон · h1 белый король | f8 белый конь · h8 чёрный король · a7 чёрный ферзь · g7 чёрная пешка · h6 чёрная пешка · e5 белая пешка · a4 чёрная пешка · b4 чёрная пешка · e4 белый ферзь · b2 белая пешка · g2 белая пешка · h2 белая пешка · c1 чёрный слон · h1 белый король | f8 белый конь · h8 чёрный король · a7 чёрный ферзь · g7 чёрная пешка · h6 чёрная пешка · e5 белая пешка · a4 чёрная пешка · b4 чёрная пешка · e4 белый ферзь · b2 белая пешка · g2 белая пешка · h2 белая пешка · c1 чёрный слон · h1 белый король | f8 белый конь · h8 чёрный король · a7 чёрный ферзь · g7 чёрная пешка · h6 чёрная пешка · e5 белая пешка · a4 чёрная пешка · b4 чёрная пешка · e4 белый ферзь · b2 белая пешка · g2 белая пешка · h2 белая пешка · c1 чёрный слон · h1 белый король | f8 белый конь · h8 чёрный король · a7 чёрный ферзь · g7 чёрная пешка · h6 чёрная пешка · e5 белая пешка · a4 чёрная пешка · b4 чёрная пешка · e4 белый ферзь · b2 белая пешка · g2 белая пешка · h2 белая пешка · c1 чёрный слон · h1 белый король | f8 белый конь · h8 чёрный король · a7 чёрный ферзь · g7 чёрная пешка · h6 чёрная пешка · e5 белая пешка · a4 чёрная пешка · b4 чёрная пешка · e4 белый ферзь · b2 белая пешка · g2 белая пешка · h2 белая пешка · c1 чёрный слон · h1 белый король | f8 белый конь · h8 чёрный король · a7 чёрный ферзь · g7 чёрная пешка · h6 чёрная пешка · e5 белая пешка · a4 чёрная пешка · b4 чёрная пешка · e4 белый ферзь · b2 белая пешка · g2 белая пешка · h2 белая пешка · c1 чёрный слон · h1 белый король | 8 |
| 7 | f8 белый конь · h8 чёрный король · a7 чёрный ферзь · g7 чёрная пешка · h6 чёрная пешка · e5 белая пешка · a4 чёрная пешка · b4 чёрная пешка · e4 белый ферзь · b2 белая пешка · g2 белая пешка · h2 белая пешка · c1 чёрный слон · h1 белый король | f8 белый конь · h8 чёрный король · a7 чёрный ферзь · g7 чёрная пешка · h6 чёрная пешка · e5 белая пешка · a4 чёрная пешка · b4 чёрная пешка · e4 белый ферзь · b2 белая пешка · g2 белая пешка · h2 белая пешка · c1 чёрный слон · h1 белый король | f8 белый конь · h8 чёрный король · a7 чёрный ферзь · g7 чёрная пешка · h6 чёрная пешка · e5 белая пешка · a4 чёрная пешка · b4 чёрная пешка · e4 белый ферзь · b2 белая пешка · g2 белая пешка · h2 белая пешка · c1 чёрный слон · h1 белый король | f8 белый конь · h8 чёрный король · a7 чёрный ферзь · g7 чёрная пешка · h6 чёрная пешка · e5 белая пешка · a4 чёрная пешка · b4 чёрная пешка · e4 белый ферзь · b2 белая пешка · g2 белая пешка · h2 белая пешка · c1 чёрный слон · h1 белый король | f8 белый конь · h8 чёрный король · a7 чёрный ферзь · g7 чёрная пешка · h6 чёрная пешка · e5 белая пешка · a4 чёрная пешка · b4 чёрная пешка · e4 белый ферзь · b2 белая пешка · g2 белая пешка · h2 белая пешка · c1 чёрный слон · h1 белый король | f8 белый конь · h8 чёрный король · a7 чёрный ферзь · g7 чёрная пешка · h6 чёрная пешка · e5 белая пешка · a4 чёрная пешка · b4 чёрная пешка · e4 белый ферзь · b2 белая пешка · g2 белая пешка · h2 белая пешка · c1 чёрный слон · h1 белый король | f8 белый конь · h8 чёрный король · a7 чёрный ферзь · g7 чёрная пешка · h6 чёрная пешка · e5 белая пешка · a4 чёрная пешка · b4 чёрная пешка · e4 белый ферзь · b2 белая пешка · g2 белая пешка · h2 белая пешка · c1 чёрный слон · h1 белый король | f8 белый конь · h8 чёрный король · a7 чёрный ферзь · g7 чёрная пешка · h6 чёрная пешка · e5 белая пешка · a4 чёрная пешка · b4 чёрная пешка · e4 белый ферзь · b2 белая пешка · g2 белая пешка · h2 белая пешка · c1 чёрный слон · h1 белый король | 7 |
| 6 | f8 белый конь · h8 чёрный король · a7 чёрный ферзь · g7 чёрная пешка · h6 чёрная пешка · e5 белая пешка · a4 чёрная пешка · b4 чёрная пешка · e4 белый ферзь · b2 белая пешка · g2 белая пешка · h2 белая пешка · c1 чёрный слон · h1 белый король | f8 белый конь · h8 чёрный король · a7 чёрный ферзь · g7 чёрная пешка · h6 чёрная пешка · e5 белая пешка · a4 чёрная пешка · b4 чёрная пешка · e4 белый ферзь · b2 белая пешка · g2 белая пешка · h2 белая пешка · c1 чёрный слон · h1 белый король | f8 белый конь · h8 чёрный король · a7 чёрный ферзь · g7 чёрная пешка · h6 чёрная пешка · e5 белая пешка · a4 чёрная пешка · b4 чёрная пешка · e4 белый ферзь · b2 белая пешка · g2 белая пешка · h2 белая пешка · c1 чёрный слон · h1 белый король | f8 белый конь · h8 чёрный король · a7 чёрный ферзь · g7 чёрная пешка · h6 чёрная пешка · e5 белая пешка · a4 чёрная пешка · b4 чёрная пешка · e4 белый ферзь · b2 белая пешка · g2 белая пешка · h2 белая пешка · c1 чёрный слон · h1 белый король | f8 белый конь · h8 чёрный король · a7 чёрный ферзь · g7 чёрная пешка · h6 чёрная пешка · e5 белая пешка · a4 чёрная пешка · b4 чёрная пешка · e4 белый ферзь · b2 белая пешка · g2 белая пешка · h2 белая пешка · c1 чёрный слон · h1 белый король | f8 белый конь · h8 чёрный король · a7 чёрный ферзь · g7 чёрная пешка · h6 чёрная пешка · e5 белая пешка · a4 чёрная пешка · b4 чёрная пешка · e4 белый ферзь · b2 белая пешка · g2 белая пешка · h2 белая пешка · c1 чёрный слон · h1 белый король | f8 белый конь · h8 чёрный король · a7 чёрный ферзь · g7 чёрная пешка · h6 чёрная пешка · e5 белая пешка · a4 чёрная пешка · b4 чёрная пешка · e4 белый ферзь · b2 белая пешка · g2 белая пешка · h2 белая пешка · c1 чёрный слон · h1 белый король | f8 белый конь · h8 чёрный король · a7 чёрный ферзь · g7 чёрная пешка · h6 чёрная пешка · e5 белая пешка · a4 чёрная пешка · b4 чёрная пешка · e4 белый ферзь · b2 белая пешка · g2 белая пешка · h2 белая пешка · c1 чёрный слон · h1 белый король | 6 |
| 5 | f8 белый конь · h8 чёрный король · a7 чёрный ферзь · g7 чёрная пешка · h6 чёрная пешка · e5 белая пешка · a4 чёрная пешка · b4 чёрная пешка · e4 белый ферзь · b2 белая пешка · g2 белая пешка · h2 белая пешка · c1 чёрный слон · h1 белый король | f8 белый конь · h8 чёрный король · a7 чёрный ферзь · g7 чёрная пешка · h6 чёрная пешка · e5 белая пешка · a4 чёрная пешка · b4 чёрная пешка · e4 белый ферзь · b2 белая пешка · g2 белая пешка · h2 белая пешка · c1 чёрный слон · h1 белый король | f8 белый конь · h8 чёрный король · a7 чёрный ферзь · g7 чёрная пешка · h6 чёрная пешка · e5 белая пешка · a4 чёрная пешка · b4 чёрная пешка · e4 белый ферзь · b2 белая пешка · g2 белая пешка · h2 белая пешка · c1 чёрный слон · h1 белый король | f8 белый конь · h8 чёрный король · a7 чёрный ферзь · g7 чёрная пешка · h6 чёрная пешка · e5 белая пешка · a4 чёрная пешка · b4 чёрная пешка · e4 белый ферзь · b2 белая пешка · g2 белая пешка · h2 белая пешка · c1 чёрный слон · h1 белый король | f8 белый конь · h8 чёрный король · a7 чёрный ферзь · g7 чёрная пешка · h6 чёрная пешка · e5 белая пешка · a4 чёрная пешка · b4 чёрная пешка · e4 белый ферзь · b2 белая пешка · g2 белая пешка · h2 белая пешка · c1 чёрный слон · h1 белый король | f8 белый конь · h8 чёрный король · a7 чёрный ферзь · g7 чёрная пешка · h6 чёрная пешка · e5 белая пешка · a4 чёрная пешка · b4 чёрная пешка · e4 белый ферзь · b2 белая пешка · g2 белая пешка · h2 белая пешка · c1 чёрный слон · h1 белый король | f8 белый конь · h8 чёрный король · a7 чёрный ферзь · g7 чёрная пешка · h6 чёрная пешка · e5 белая пешка · a4 чёрная пешка · b4 чёрная пешка · e4 белый ферзь · b2 белая пешка · g2 белая пешка · h2 белая пешка · c1 чёрный слон · h1 белый король | f8 белый конь · h8 чёрный король · a7 чёрный ферзь · g7 чёрная пешка · h6 чёрная пешка · e5 белая пешка · a4 чёрная пешка · b4 чёрная пешка · e4 белый ферзь · b2 белая пешка · g2 белая пешка · h2 белая пешка · c1 чёрный слон · h1 белый король | 5 |
| 4 | f8 белый конь · h8 чёрный король · a7 чёрный ферзь · g7 чёрная пешка · h6 чёрная пешка · e5 белая пешка · a4 чёрная пешка · b4 чёрная пешка · e4 белый ферзь · b2 белая пешка · g2 белая пешка · h2 белая пешка · c1 чёрный слон · h1 белый король | f8 белый конь · h8 чёрный король · a7 чёрный ферзь · g7 чёрная пешка · h6 чёрная пешка · e5 белая пешка · a4 чёрная пешка · b4 чёрная пешка · e4 белый ферзь · b2 белая пешка · g2 белая пешка · h2 белая пешка · c1 чёрный слон · h1 белый король | f8 белый конь · h8 чёрный король · a7 чёрный ферзь · g7 чёрная пешка · h6 чёрная пешка · e5 белая пешка · a4 чёрная пешка · b4 чёрная пешка · e4 белый ферзь · b2 белая пешка · g2 белая пешка · h2 белая пешка · c1 чёрный слон · h1 белый король | f8 белый конь · h8 чёрный король · a7 чёрный ферзь · g7 чёрная пешка · h6 чёрная пешка · e5 белая пешка · a4 чёрная пешка · b4 чёрная пешка · e4 белый ферзь · b2 белая пешка · g2 белая пешка · h2 белая пешка · c1 чёрный слон · h1 белый король | f8 белый конь · h8 чёрный король · a7 чёрный ферзь · g7 чёрная пешка · h6 чёрная пешка · e5 белая пешка · a4 чёрная пешка · b4 чёрная пешка · e4 белый ферзь · b2 белая пешка · g2 белая пешка · h2 белая пешка · c1 чёрный слон · h1 белый король | f8 белый конь · h8 чёрный король · a7 чёрный ферзь · g7 чёрная пешка · h6 чёрная пешка · e5 белая пешка · a4 чёрная пешка · b4 чёрная пешка · e4 белый ферзь · b2 белая пешка · g2 белая пешка · h2 белая пешка · c1 чёрный слон · h1 белый король | f8 белый конь · h8 чёрный король · a7 чёрный ферзь · g7 чёрная пешка · h6 чёрная пешка · e5 белая пешка · a4 чёрная пешка · b4 чёрная пешка · e4 белый ферзь · b2 белая пешка · g2 белая пешка · h2 белая пешка · c1 чёрный слон · h1 белый король | f8 белый конь · h8 чёрный король · a7 чёрный ферзь · g7 чёрная пешка · h6 чёрная пешка · e5 белая пешка · a4 чёрная пешка · b4 чёрная пешка · e4 белый ферзь · b2 белая пешка · g2 белая пешка · h2 белая пешка · c1 чёрный слон · h1 белый король | 4 |
| 3 | f8 белый конь · h8 чёрный король · a7 чёрный ферзь · g7 чёрная пешка · h6 чёрная пешка · e5 белая пешка · a4 чёрная пешка · b4 чёрная пешка · e4 белый ферзь · b2 белая пешка · g2 белая пешка · h2 белая пешка · c1 чёрный слон · h1 белый король | f8 белый конь · h8 чёрный король · a7 чёрный ферзь · g7 чёрная пешка · h6 чёрная пешка · e5 белая пешка · a4 чёрная пешка · b4 чёрная пешка · e4 белый ферзь · b2 белая пешка · g2 белая пешка · h2 белая пешка · c1 чёрный слон · h1 белый король | f8 белый конь · h8 чёрный король · a7 чёрный ферзь · g7 чёрная пешка · h6 чёрная пешка · e5 белая пешка · a4 чёрная пешка · b4 чёрная пешка · e4 белый ферзь · b2 белая пешка · g2 белая пешка · h2 белая пешка · c1 чёрный слон · h1 белый король | f8 белый конь · h8 чёрный король · a7 чёрный ферзь · g7 чёрная пешка · h6 чёрная пешка · e5 белая пешка · a4 чёрная пешка · b4 чёрная пешка · e4 белый ферзь · b2 белая пешка · g2 белая пешка · h2 белая пешка · c1 чёрный слон · h1 белый король | f8 белый конь · h8 чёрный король · a7 чёрный ферзь · g7 чёрная пешка · h6 чёрная пешка · e5 белая пешка · a4 чёрная пешка · b4 чёрная пешка · e4 белый ферзь · b2 белая пешка · g2 белая пешка · h2 белая пешка · c1 чёрный слон · h1 белый король | f8 белый конь · h8 чёрный король · a7 чёрный ферзь · g7 чёрная пешка · h6 чёрная пешка · e5 белая пешка · a4 чёрная пешка · b4 чёрная пешка · e4 белый ферзь · b2 белая пешка · g2 белая пешка · h2 белая пешка · c1 чёрный слон · h1 белый король | f8 белый конь · h8 чёрный король · a7 чёрный ферзь · g7 чёрная пешка · h6 чёрная пешка · e5 белая пешка · a4 чёрная пешка · b4 чёрная пешка · e4 белый ферзь · b2 белая пешка · g2 белая пешка · h2 белая пешка · c1 чёрный слон · h1 белый король | f8 белый конь · h8 чёрный король · a7 чёрный ферзь · g7 чёрная пешка · h6 чёрная пешка · e5 белая пешка · a4 чёрная пешка · b4 чёрная пешка · e4 белый ферзь · b2 белая пешка · g2 белая пешка · h2 белая пешка · c1 чёрный слон · h1 белый король | 3 |
| 2 | f8 белый конь · h8 чёрный король · a7 чёрный ферзь · g7 чёрная пешка · h6 чёрная пешка · e5 белая пешка · a4 чёрная пешка · b4 чёрная пешка · e4 белый ферзь · b2 белая пешка · g2 белая пешка · h2 белая пешка · c1 чёрный слон · h1 белый король | f8 белый конь · h8 чёрный король · a7 чёрный ферзь · g7 чёрная пешка · h6 чёрная пешка · e5 белая пешка · a4 чёрная пешка · b4 чёрная пешка · e4 белый ферзь · b2 белая пешка · g2 белая пешка · h2 белая пешка · c1 чёрный слон · h1 белый король | f8 белый конь · h8 чёрный король · a7 чёрный ферзь · g7 чёрная пешка · h6 чёрная пешка · e5 белая пешка · a4 чёрная пешка · b4 чёрная пешка · e4 белый ферзь · b2 белая пешка · g2 белая пешка · h2 белая пешка · c1 чёрный слон · h1 белый король | f8 белый конь · h8 чёрный король · a7 чёрный ферзь · g7 чёрная пешка · h6 чёрная пешка · e5 белая пешка · a4 чёрная пешка · b4 чёрная пешка · e4 белый ферзь · b2 белая пешка · g2 белая пешка · h2 белая пешка · c1 чёрный слон · h1 белый король | f8 белый конь · h8 чёрный король · a7 чёрный ферзь · g7 чёрная пешка · h6 чёрная пешка · e5 белая пешка · a4 чёрная пешка · b4 чёрная пешка · e4 белый ферзь · b2 белая пешка · g2 белая пешка · h2 белая пешка · c1 чёрный слон · h1 белый король | f8 белый конь · h8 чёрный король · a7 чёрный ферзь · g7 чёрная пешка · h6 чёрная пешка · e5 белая пешка · a4 чёрная пешка · b4 чёрная пешка · e4 белый ферзь · b2 белая пешка · g2 белая пешка · h2 белая пешка · c1 чёрный слон · h1 белый король | f8 белый конь · h8 чёрный король · a7 чёрный ферзь · g7 чёрная пешка · h6 чёрная пешка · e5 белая пешка · a4 чёрная пешка · b4 чёрная пешка · e4 белый ферзь · b2 белая пешка · g2 белая пешка · h2 белая пешка · c1 чёрный слон · h1 белый король | f8 белый конь · h8 чёрный король · a7 чёрный ферзь · g7 чёрная пешка · h6 чёрная пешка · e5 белая пешка · a4 чёрная пешка · b4 чёрная пешка · e4 белый ферзь · b2 белая пешка · g2 белая пешка · h2 белая пешка · c1 чёрный слон · h1 белый король | 2 |
| 1 | f8 белый конь · h8 чёрный король · a7 чёрный ферзь · g7 чёрная пешка · h6 чёрная пешка · e5 белая пешка · a4 чёрная пешка · b4 чёрная пешка · e4 белый ферзь · b2 белая пешка · g2 белая пешка · h2 белая пешка · c1 чёрный слон · h1 белый король | f8 белый конь · h8 чёрный король · a7 чёрный ферзь · g7 чёрная пешка · h6 чёрная пешка · e5 белая пешка · a4 чёрная пешка · b4 чёрная пешка · e4 белый ферзь · b2 белая пешка · g2 белая пешка · h2 белая пешка · c1 чёрный слон · h1 белый король | f8 белый конь · h8 чёрный король · a7 чёрный ферзь · g7 чёрная пешка · h6 чёрная пешка · e5 белая пешка · a4 чёрная пешка · b4 чёрная пешка · e4 белый ферзь · b2 белая пешка · g2 белая пешка · h2 белая пешка · c1 чёрный слон · h1 белый король | f8 белый конь · h8 чёрный король · a7 чёрный ферзь · g7 чёрная пешка · h6 чёрная пешка · e5 белая пешка · a4 чёрная пешка · b4 чёрная пешка · e4 белый ферзь · b2 белая пешка · g2 белая пешка · h2 белая пешка · c1 чёрный слон · h1 белый король | f8 белый конь · h8 чёрный король · a7 чёрный ферзь · g7 чёрная пешка · h6 чёрная пешка · e5 белая пешка · a4 чёрная пешка · b4 чёрная пешка · e4 белый ферзь · b2 белая пешка · g2 белая пешка · h2 белая пешка · c1 чёрный слон · h1 белый король | f8 белый конь · h8 чёрный король · a7 чёрный ферзь · g7 чёрная пешка · h6 чёрная пешка · e5 белая пешка · a4 чёрная пешка · b4 чёрная пешка · e4 белый ферзь · b2 белая пешка · g2 белая пешка · h2 белая пешка · c1 чёрный слон · h1 белый король | f8 белый конь · h8 чёрный король · a7 чёрный ферзь · g7 чёрная пешка · h6 чёрная пешка · e5 белая пешка · a4 чёрная пешка · b4 чёрная пешка · e4 белый ферзь · b2 белая пешка · g2 белая пешка · h2 белая пешка · c1 чёрный слон · h1 белый король | f8 белый конь · h8 чёрный король · a7 чёрный ферзь · g7 чёрная пешка · h6 чёрная пешка · e5 белая пешка · a4 чёрная пешка · b4 чёрная пешка · e4 белый ферзь · b2 белая пешка · g2 белая пешка · h2 белая пешка · c1 чёрный слон · h1 белый король | 1 |
|   | a | b | c | d | e | f | g | h |   |

В 2006 году проходил матч шахматной программы Deep Fritz с Владимиром Крамником. Во второй партии на 34-м ходу у чёрных возникла позиция на диаграмме. У чёрных лучше, однако белые имеют все шансы свести партию к ничьей. Но тут действующий чемпион мира совершает грубую ошибку.
34… Фе3??
35. Фh7#
Этот невероятный просчёт Жужа Полгар назвала «зевком века». Сам же Крамник на пресс-конференции после партии признался, что не может объяснить свой зевок. Шахматный журналист Александр Рошаль предположил, что причина зевка в нетипичности позиции для коня: обычно белые вторгаются ферзём на h7, когда их конь находится на g5 или f6; конь же на f8 не смотрится опасно.
Интересно и то, что, если бы белые не ставили мат на h7, они бы проигрывали. Так, при размене ферзей 35. Ф:е3 С:е3 у чёрных выигрышный эндшпиль. Отказ от размена также вёл белых к поражению: 35. Ф:b4 Фе2 36. Фb6 Ce3 с неизбежными материальными потерями.